# 宇治市
宇治市（うじし）は、京都府の南に位置する市。
京都盆地の東南部にあり、旧山城国宇治郡の南側と、久世郡の北東側を市域とする。
北側は京都市と、東側は醍醐笠取山地により大津市と接する。市域の東半分は標高200-400メートルの丘陵地であり、そこには標高602メートルの千頭岳がある。
当市の古来の集落や近・現代の住宅街は宇治川沿いに発展した歴史がある。琵琶湖から流れ出る唯一の川である瀬田川は南に向かったあと南西に向きを変え、琵琶湖から約16キロメートルの場所、滋賀県と京都府の境界でその名を宇治川と変え、向きも変え北西方向に流れるが、その谷口にあたる場所に、古来の中心集落である宇治地区がある。その北方に位置する宇治川右岸地区には、奈良街道沿いに生じた諸集落を核とした住宅地が広がる。宇治川左岸には、かつて存在した巨椋池の湖岸線に沿う形で集落および農耕地、住宅地、商工業地が広がる。滋賀と京都府の境界から宇治市の中心に架かる宇治橋まではおよそ9キロメートルである。
高品質の茶を生産する茶業、特産品の宇治茶、およびユネスコ世界遺産ともなっている平等院、宇治上神社等の文化財で知られる。
現在の人口は約18万人で、京都府内で京都市に次ぐ第二都市であり、京都市への通勤率は29.1%である（平成22年国勢調査）。
地名の由来

## 地理

宇治市中心部周辺の空中写真。2020年8月19日撮影の27枚を合成作成。。

### 地形

#### 山地
主な山
- 朝日山
- 笠取山
- 大吉山

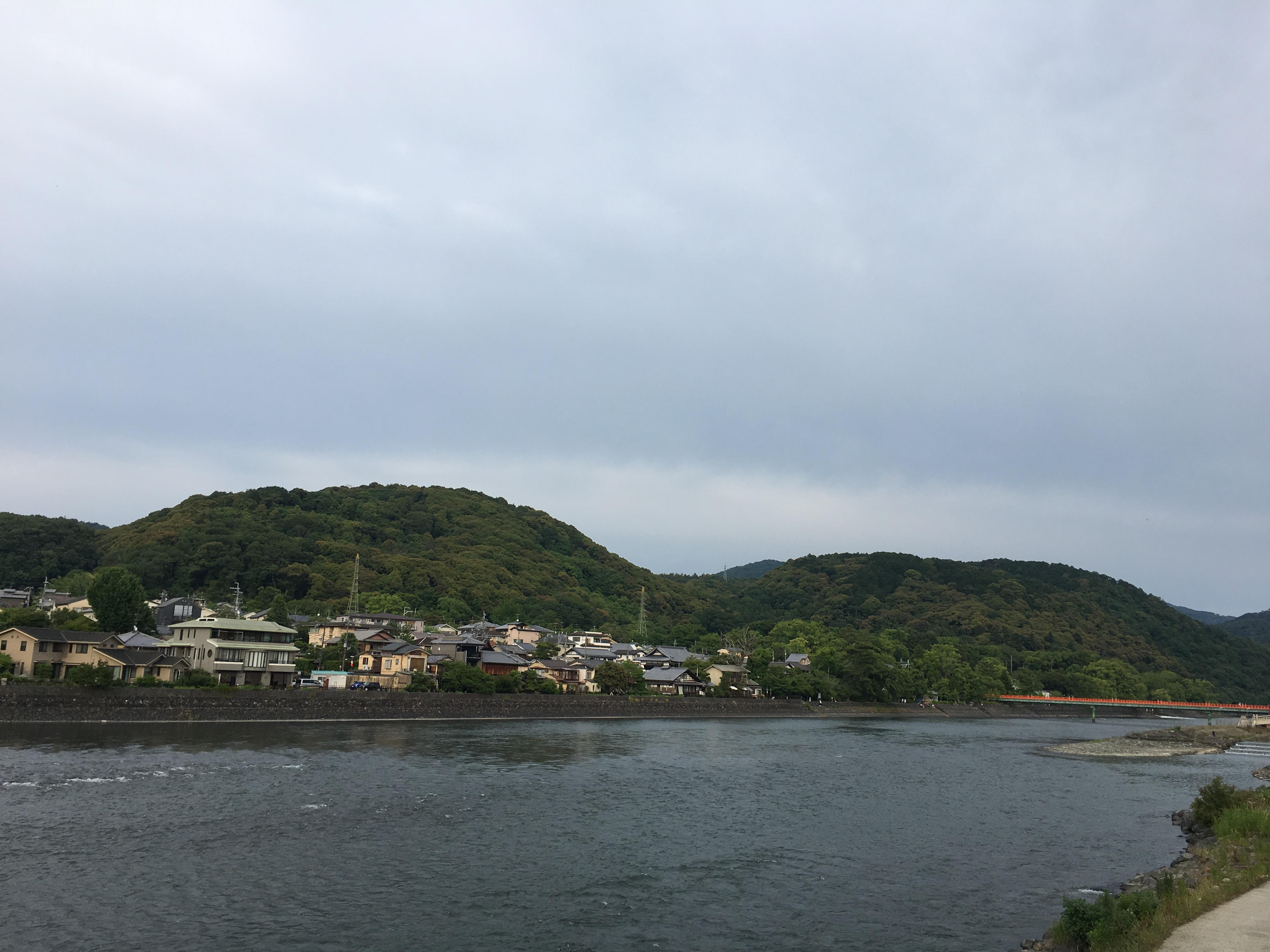
大吉山と朝日山

#### 河川
主な河川
- 宇治川

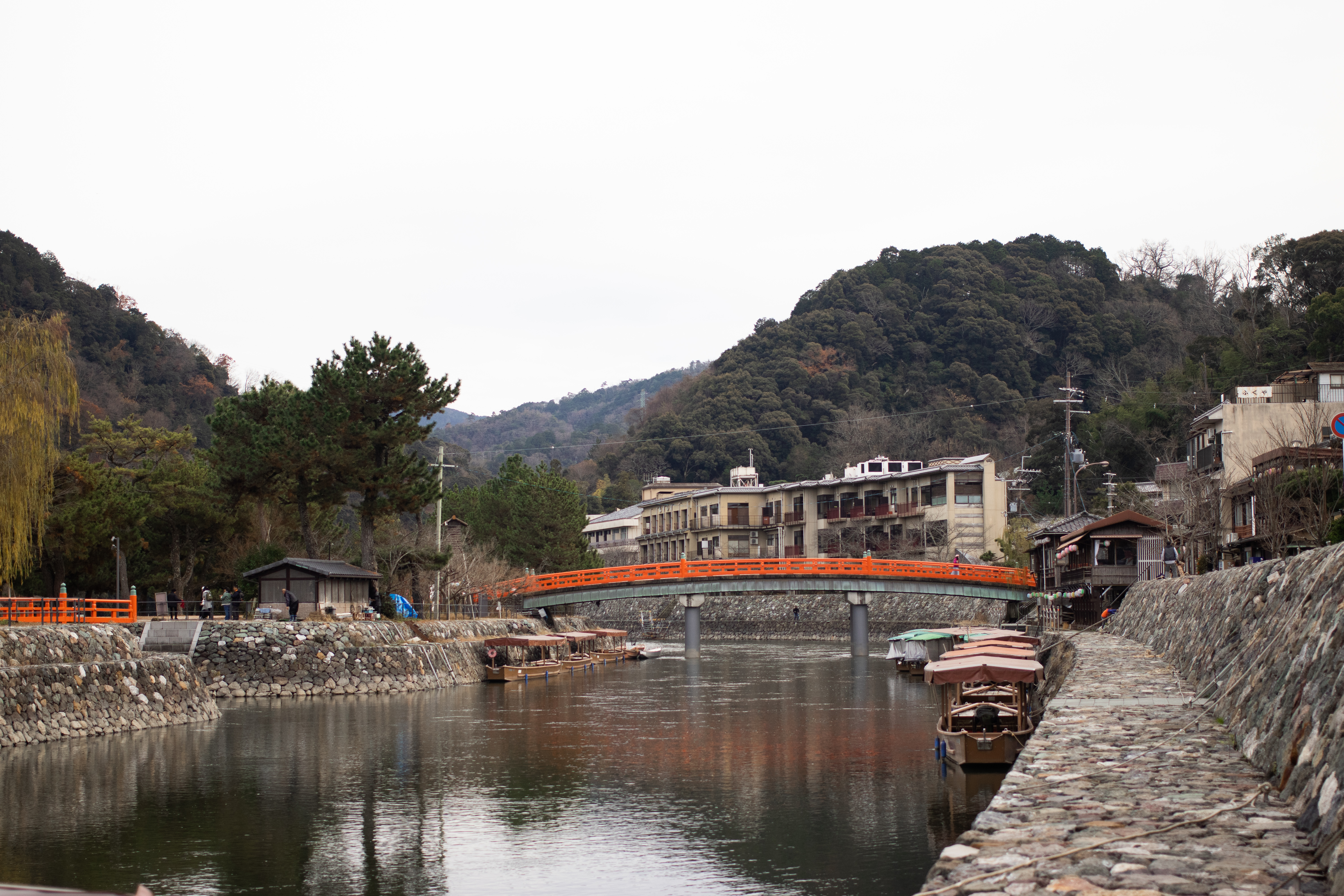
宇治川に架かる喜撰橋

#### 湖沼
主な湖
- 鳳凰湖（天ヶ瀬ダム）

主な池
- 巨椋池（1941年以降は干拓田）

### 人口
| |                                        |  |
| 宇治市と全国の年齢別人口分布（2005年） | 宇治市の年齢・男女別人口分布（2005年） |  |
| ■紫色 ― 宇治市 ■緑色 ― 日本全国 | ■青色 ― 男性 ■赤色 ― 女性              |  |
| 宇治市（に相当する地域）の人口の推移 \| 1970年（昭和45年） \| 103,497人 \| \| \| 1975年（昭和50年） \| 133,405人 \| \| \| 1980年（昭和55年） \| 152,692人 \| \| \| 1985年（昭和60年） \| 165,411人 \| \| \| 1990年（平成2年） \| 177,010人 \| \| \| 1995年（平成7年） \| 184,830人 \| \| \| 2000年（平成12年） \| 189,112人 \| \| \| 2005年（平成17年） \| 189,591人 \| \| \| 2010年（平成22年） \| 189,609人 \| \| \| 2015年（平成27年） \| 184,678人 \| \| \| 2020年（令和2年） \| 179,630人 \| \| |                                        |  |
| 総務省統計局 国勢調査より |                                        |  |
| 1970年（昭和45年） | 103,497人                              |  |
| 1975年（昭和50年） | 133,405人                              |  |
| 1980年（昭和55年） | 152,692人                              |  |
| 1985年（昭和60年） | 165,411人                              |  |
| 1990年（平成2年） | 177,010人                              |  |
| 1995年（平成7年） | 184,830人                              |  |
| 2000年（平成12年） | 189,112人                              |  |
| 2005年（平成17年） | 189,591人                              |  |
| 2010年（平成22年） | 189,609人                              |  |
| 2015年（平成27年） | 184,678人                              |  |
| 2020年（令和2年） | 179,630人                              |  |

宇治市は1960年代前半から京阪神の住宅都市として脚光を浴び、市内各地で宅地造成が相次いで行われた。これに伴い著しい人口増加が始まり、1979年8月には15万人を、1998年9月には19万人を超えた。市が策定し2011年から実施している「第5次総合計画」では、「第1次総合計画」から盛り込まれている『みどりゆたかな住みたい、住んでよかった都市』という都市像を引き続き基本理念としつつ、国全体で減少傾向と予測される人口動向に対応し、市街化地域を拡大しないほか大幅な人口増加を前提としない（計画終了年度の2021年における設定人口は18万人あまり）など、情勢に即した計画が策定されている。平成22年国勢調査より前回調査からの人口増減を見ると0.01%増の189,609人であり、増減率は府下26市町村中5位、36行政区域中9位である。
平均年齢は42.1歳（2005年国勢調査）

### 隣接自治体・行政区
京都府
- 京都市（伏見区）
- 城陽市
- 久世郡：久御山町
- 綴喜郡：宇治田原町

滋賀県
- 大津市

## 歴史
古代
- 大化2年（646年） - 元興寺の僧道登が宇治橋を架ける。
- 弘文天皇元年/天武天皇元年（672年） - 近江朝が、宇治橋守に命じて大海人皇子の私糧運送を妨害させる。
- 永承7年（1052年） - 藤原頼通が平等院を建立する。
- 長承2年（1133年） - 宇治離宮祭が行われる。
- 治承4年（1180年） - 以仁王が源頼政と組んで挙兵。平等院で平氏の軍と戦い戦死。
- 治承7年/寿永2年（1183年） - 宇治川の戦いがおこる。源義経が木曾義仲軍を破る。

中世
- 承久3年（1221年） - 承久の乱がおこる。鎌倉方は宇治川から伏見を攻める。
- 弘安9年（1286年） - 叡尊が宇治橋大改修の供養を行う。亀山・後深草上皇が臨幸する。
- 文明18年（1486年） - 山城国一揆衆が平等院に集まり国中の掟を定める。

近世
- 元亀4年/天正元年（1573年） - 足利義昭が宇治の槙島城にて挙兵するも失敗し、織田信長に京都を追放される。
- 文禄3年（1594年） - 豊臣秀吉による太閤堤の建設がはじまる。宇治川の流路を変更し物流を伏見に集中させたことにより、宇治郷や岡屋津[注 1] の地理的優位性が大幅に低下する[9]。

昭和時代
- 昭和12年（1937年）8月17日 - 陸軍の火薬製造所（現宇治駐屯地）が深夜に爆発、周辺一里（約4km）四方の民家も倒壊またはガラスが割れる被害。全焼も含め被害戸数は856戸。重軽傷22人[10]。
- 1951年（昭和26年）3月1日 - 久世郡宇治町・槇島村・小倉村・大久保村と宇治郡東宇治町の2町3村が新設合併し、宇治市が発足[11]。これにより、宇治郡が消滅。
- 1970年（昭和45年）3月1日 - 宇治市民憲章の制定[12]。宇治市歌の制定[13]。
- 1977年（昭和52年）10月1日 - 宇治市旗の制定[14]。
- 1981年（昭和56年）3月1日 - 「市の宝木」を「ちゃの木」に、「市の木」を「もみじ（イロハモミジ）」に、「市の花」を「やまぶき」に制定[3][2]。
- 1987年（昭和62年）10月16日 - 宇治市が、核兵器廃絶平和都市宣言を行う[15]。

平成時代
- 1990年（平成2年）3月1日 - 「市の鳥」を「カワセミ」に制定[4][2]／清流を好み、水質の示準鳥とされるこの鳥を、宇治川の象徴と捉えてのこと[4][2]。
- 2003年（平成15年）12月25日 - 宇治市と久世郡久御山町の境界に変更あり。
- 2004年（平成16年）12月20日 - 宇治市と京都市の境界に変更あり。
- 2013年（平成25年）9月20日 - 「ちはや姫」を市の宣伝大使として任命。

## 政治

### 行政

#### 市長
- 市長 - 松村淳子（2020年12月19日就任、2024年12月再選、2期目）

歴代市長
宇治市は第二次世界大戦後の発足で、完全普通選挙時代の到来以降に成立した市である。従って、宇治市長選挙は第1回から公選であった。官選時代は存在しない。
首長の代数（歴代）の数え方は何種類もあるが、本節では a, b を添える形で書き分けながら解説する。表示欄では「代(a)」「代(b)」という名で2種類を記載した。a は就任のあるたびにカウントする方式に基づく代数（就任代）であり、b は同一人物による連続就任をカウントしない方式に基づく代数である。宇治市は a の方式を採っているが（他の例：八王子市、弘前市、浜松市）、b の方式を採る自治体も多く（例：京都市長、大垣市）、a と b の違いを認識しないまま単純に比較すると誤解が生まれる。なお、返り咲きがあろうとも同一人物を1カウントとする方式もあるが、現状、宇治市は該当しない。
| 代a      | 代b      | 氏名        | 就任年月日                 | 退任年月日                 | 備考                                 |
| 公選市長 | 公選市長 | 公選市長    | 公選市長                   | 公選市長                   | 公選市長                             |
| -------- | -------- | ----------- | -------------------------- | -------------------------- | ------------------------------------ |
| 1        | 1        | 山崎 平次   | 1951年（昭和26年）4月16日  | 1954年（昭和29年）10月18日 | 1期4年を満了せず。                   |
| 2        | 2        | 池本 甚四郎 | 1954年（昭和29年）11月5日  | 1958年（昭和33年）11月4日  | 1期4年満了。                         |
| 3        | 3        | 新庄 義信   | 1958年（昭和33年）11月5日  | 1962年（昭和37年）11月4日  | 1期目4年満了。                       |
| 4        | 3        | 新庄 義信   | 1962年（昭和37年）11月5日  | 1966年（昭和41年）11月4日  | 2期目4年満了。                       |
| 5        | 3        | 新庄 義信   | 1966年（昭和41年）11月5日  | 1970年（昭和45年）11月4日  | 3期目4年満了。                       |
| 6        | 4        | 田川熊雄    | 1970年（昭和45年）11月5日  | 1974年（昭和49年）3月8日   | 1期4年を満了せず（病気辞任のため）。 |
| 7        | 5        | 渡辺 博     | 1974年（昭和49年）4月8日   | 1976年（昭和51年）11月7日  | 1期4年を満了せず（急逝のため）。     |
| 8        | 6        | 島田 正夫   | 1976年（昭和51年）12月19日 | 1980年（昭和55年）12月18日 | 1期4年満了。                         |
| 9        | 7        | 池本 正夫   | 1980年（昭和55年）12月19日 | 1984年（昭和59年）12月18日 | 1期目4年満了。                       |
| 10       | 7        | 池本 正夫   | 1984年（昭和59年）12月19日 | 1988年（昭和63年）12月18日 | 2期目4年満了。                       |
| 11       | 7        | 池本 正夫   | 1988年（昭和63年）12月19日 | 1992年（平成4年）12月18日  | 3期目4年満了。                       |
| 12       | 7        | 池本 正夫   | 1992年（平成4年）12月19日  | 1996年（平成8年）12月18日  | 4期目4年満了。                       |
| 13       | 8        | 久保田 勇   | 1996年（平成8年）12月19日  | 2000年（平成12年）12月18日 | 1期目4年満了。                       |
| 14       | 8        | 久保田 勇   | 2000年（平成12年）12月19日 | 2004年（平成16年）12月18日 | 2期目4年満了。                       |
| 15       | 8        | 久保田 勇   | 2004年（平成16年）12月19日 | 2008年（平成20年）12月18日 | 3期目4年満了。                       |
| 16       | 8        | 久保田 勇   | 2008年（平成20年）12月19日 | 2012年（平成24年）12月18日 | 4期目4年満了。                       |
| 17       | 9        | 山本 正     | 2012年（平成24年）12月19日 | 2016年（平成28年）12月18日 | 1期目4年満了。                       |
| 18       | 9        | 山本 正     | 2016年（平成28年）12月19日 | 2020年（令和2年）12月18日  | 2期目。                              |
| 19       | 10       | 松村淳子    | 2020年（令和2年）12月19日  | 現職                       |                                      |

#### 役所
- 宇治市役所 - 宇治琵琶33に所在。海抜44メートル。宇治商工会議所

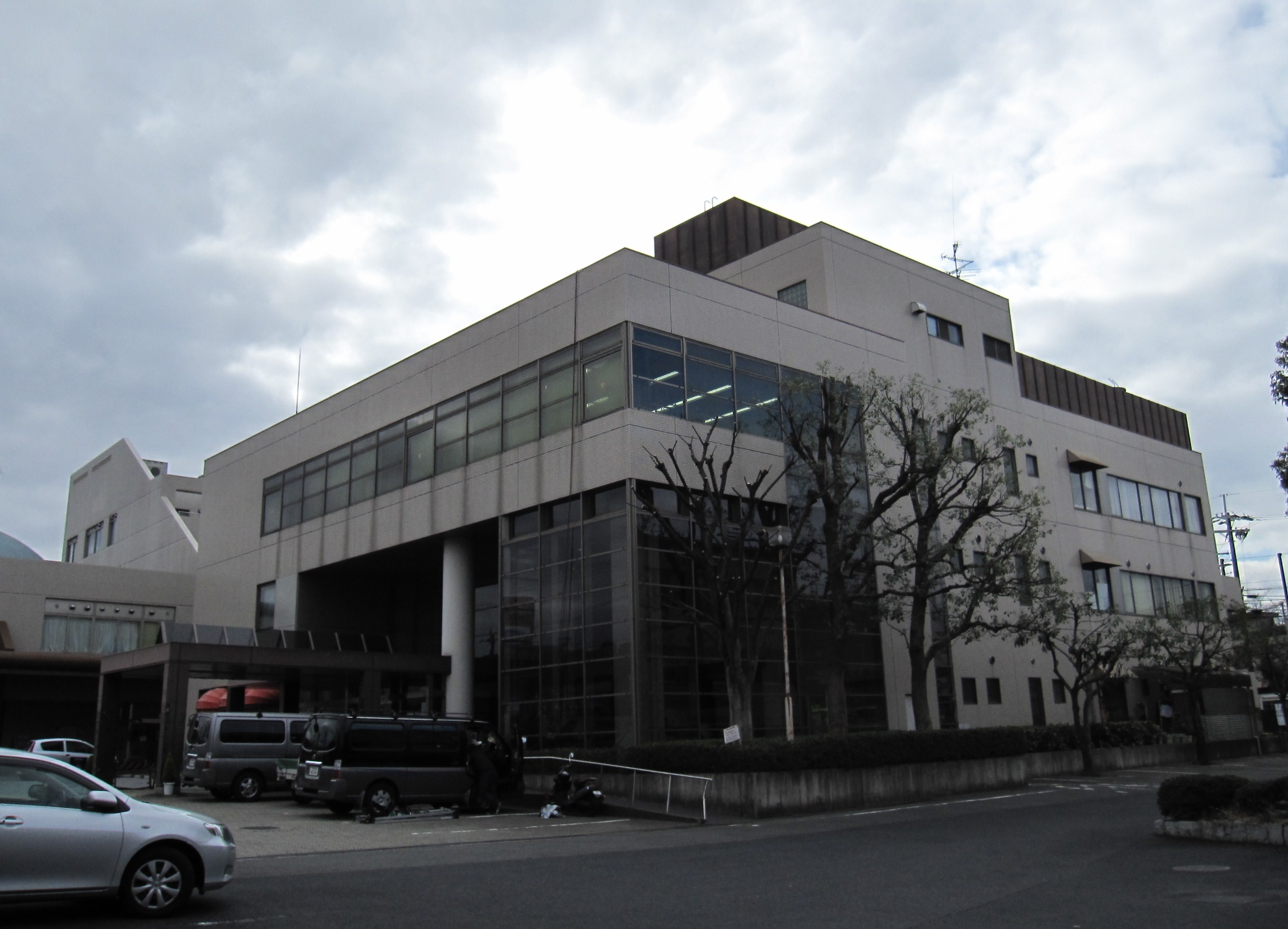
宇治商工会議所

#### 合併
宇治市成立へ向けての合併と京都市への編入議論
現在の宇治市となるべく合併した地方自治体は、いずれも小規模な町村であったため早くから合併の機運があった。
のちに合併の中心となる久世郡宇治町は1922年（大正11年）、同郡大久保村との合併決議および府知事への上申書提出を可決した。一方、大久保村でも同様の決議が行われたが村内で反対集会が行われるなど意見がまとまらず、その機会を得なかった。1930年（昭和5年）には、府知事の諮問をもとに久世郡が宇治町と槇島村の合併を計画したが、これも実現しなかった。一方、宇治郡に属していた山科町や醍醐村が1931年（昭和6年）に京都市へ編入される際、同郡宇治村（のちの東宇治町）も京都市への編入を打診されたが実現しなかった。なお、同郡笠取村は京都市への合併を希望していたが実現しなかったため、軍需輸送のために建設された道路で直結していた宇治村と1942年（昭和17年）に合併し、東宇治町となった。
第二次世界大戦後、地方自治体の権限の拡大に伴い教育や警察などの財政負担がより大きくなったため、合併へ向けての機運の盛り上がりのほか、その研究が様々な立場から行われた。1949年（昭和24年）、府会議員全員を委員とする調査委員会により出された試案は、槇島村・小倉村・大久保村および東宇治町が宇治町を中心とする枠組みの中で合併するというものであり、この案をもって合併へ向けて動き出した。なお、合併協議の中では綴喜郡宇治田原村・田原村（いずれも現在の宇治田原町）や久世郡淀町（現在の京都市）および同郡佐山村・御牧村（現在の久御山町）または久世郡寺田村・久津川村・富野荘村（いずれも現在の城陽市）を含める案も検討されている。
一方、この合併協議の中では京都市への編入についても議論されている。特に、生活圏が同一となる地域もある東宇治町内の住民には京都市への編入という意見が依然として強く、府の世論調査では積極的および消極的な意見を含めると町民全体の88パーセントにも及んだが、町議会は宇治町を中心とする合併に向けての決議をいち早く行った。なお、同時期には町関係者と京都市や府関係者などとの協議も行われている。
結局、財政面など自治体運営の合理化に寄与することや、特産品である「宇治茶」の振興を一体的に図れることなどが決め手となり、1951年（昭和26年）3月1日、各町村が合併し、宇治市となった。なお、京都市への編入に関する議論は市制施行後も常に議会での討議がなされるなど燻り続けたが、編入を掲げた市長に対し不信任案が提出され、その後の選挙で編入反対派の革新系候補が勝利することにより、議論は終息した。
平成の大合併における議論
平成の大合併においては、宇治市と城陽市・宇治田原町・井手町の枠組みでの議論がなされた。2002年（平成14年）に設置された合併協議会では、上記の4市町および八幡市・京田辺市・久御山町という枠組みで協議が行われたが、後に上記4市町での枠組みとなった。しかし交渉がまとまらなかったため、2007年（平成19年）11月、合併協議会は解散した。

### 議会

#### 府議会
京都府議会
- 選挙区：宇治市・久世郡選挙区
- 定数：5人
- 任期：2019年4月30日 - 2023年4月29日
- 投票日：2019年4月7日
- 当日有権者数：166,065人（宇治市153,174人、久御山町12,891人）[26]
- 投票率：37.68％（宇治市37.36％、久御山町41.53％）

| 候補者名   | 当落 | 年齢 | 党派名     | 新旧別 | 得票数   |
| ---------- | ---- | ---- | ---------- | ------ | -------- |
| 水谷修     | 当   | 62   | 日本共産党 | 新     | 14,106票 |
| 藤山裕紀子 | 当   | 41   | 自由民主党 | 現     | 11,773票 |
| 荻原豊久   | 当   | 53   | 自由民主党 | 新     | 11,225票 |
| 村井弘     | 当   | 61   | 公明党     | 現     | 10,947票 |
| 田中美貴子 | 当   | 59   | 国民民主党 | 現     | 10,435票 |
| 西田宗充   | 落   | 46   | 諸派       | 新     | 3,209票  |

#### 国会
衆議院
- 選挙区：京都6区（宇治市、城陽市、八幡市、京田辺市、木津川市、久世郡、綴喜郡、相楽郡）
- 任期：2021年10月31日 - 2025年10月30日
- 投票日：2021年10月31日
- 当日有権者数：460,284人
- 投票率：56.81％

| 当落 | 候補者名   | 年齢 | 所属党派     | 新旧別 | 得票数    | 重複 |
| ---- | ---------- | ---- | ------------ | ------ | --------- | ---- |
| 当   | 山井和則   | 59   | 立憲民主党   | 前     | 116,111票 | ○    |
|      | 清水鴻一郎 | 75   | 自由民主党   | 元     | 82,004票  |      |
|      | 中嶋秀樹   | 50   | 日本維新の会 | 新     | 58,487票  | ○    |

## 出先機関・施設

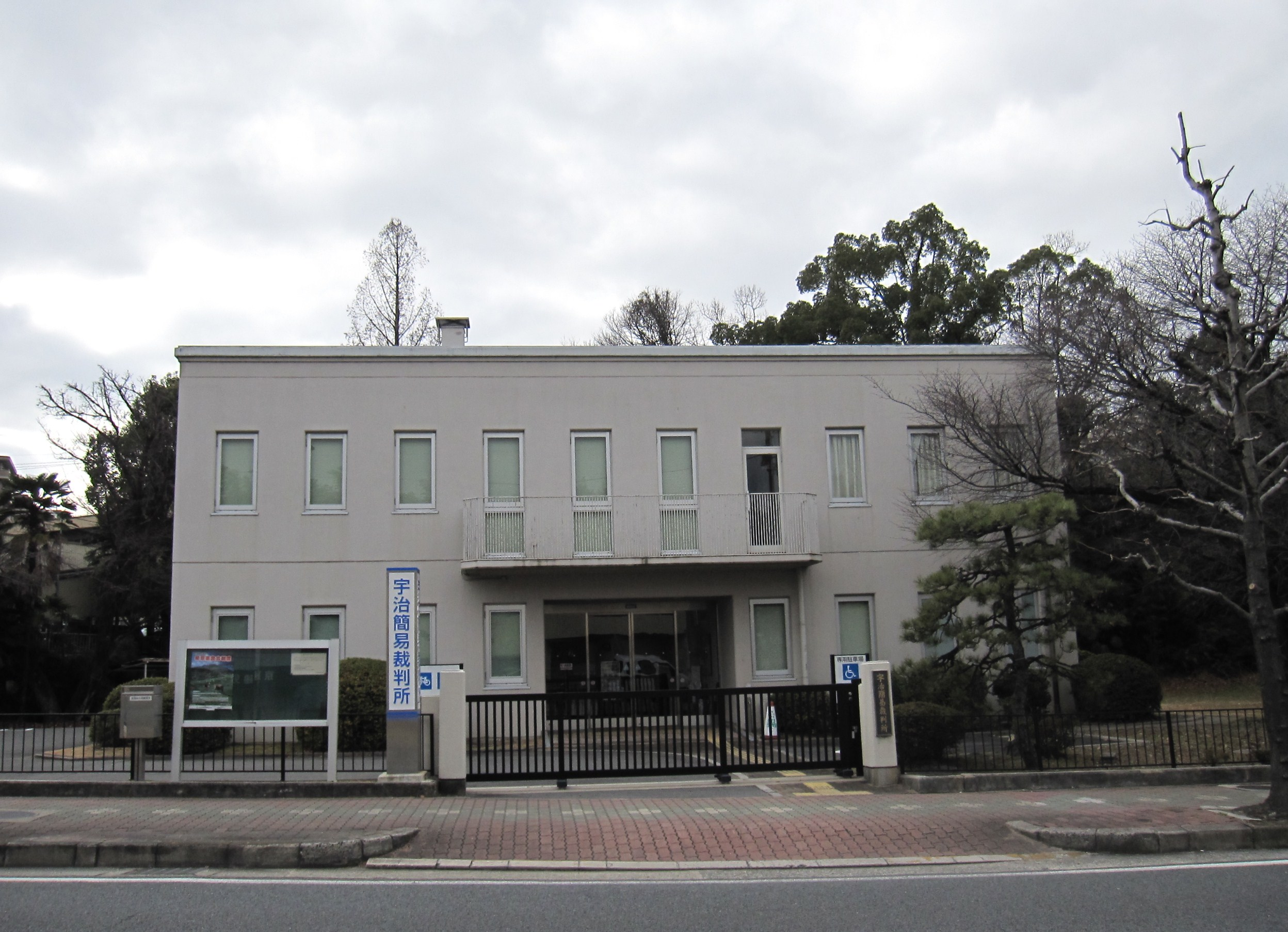
宇治簡易裁判所

### 国家機関
厚生労働省
- 京都労働局 宇治公共職業安定所

財務省
国税庁
- 大阪国税局 宇治税務署 - 大久保町井ノ尻60-3に所在する税務署。
  - 管轄区域は、宇治市、城陽市、八幡市、京田辺市、木津川市、久世郡、綴喜郡、相楽郡。

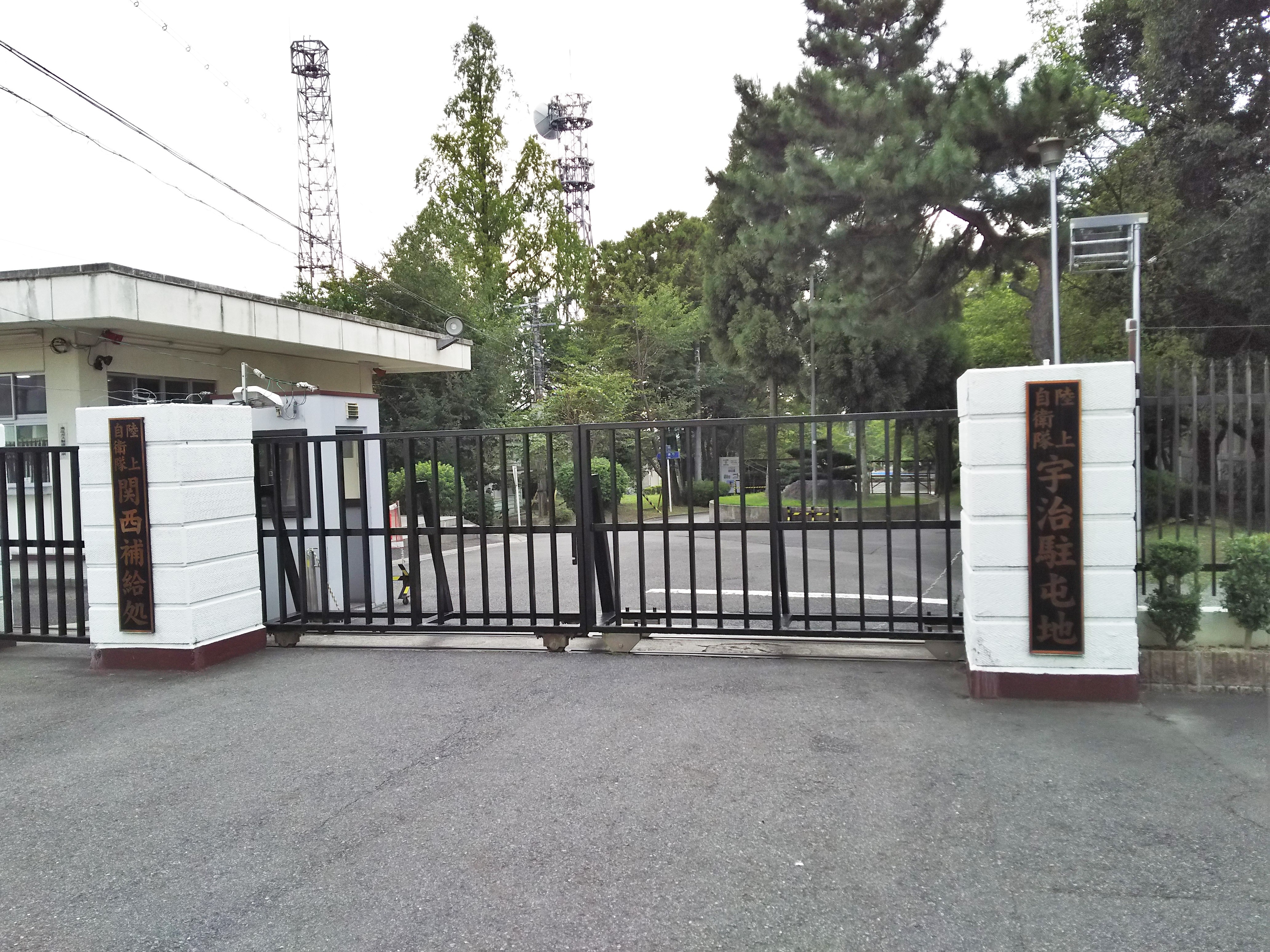
陸上自衛隊　宇治駐屯地

防衛省
自衛隊
- 陸上自衛隊　宇治駐屯地陸上自衛隊 宇治駐屯地
- 陸上自衛隊　大久保駐屯地陸上自衛隊 大久保駐屯地

法務省
- 京都地方法務局宇治支局
- 京都医療少年院

検察庁

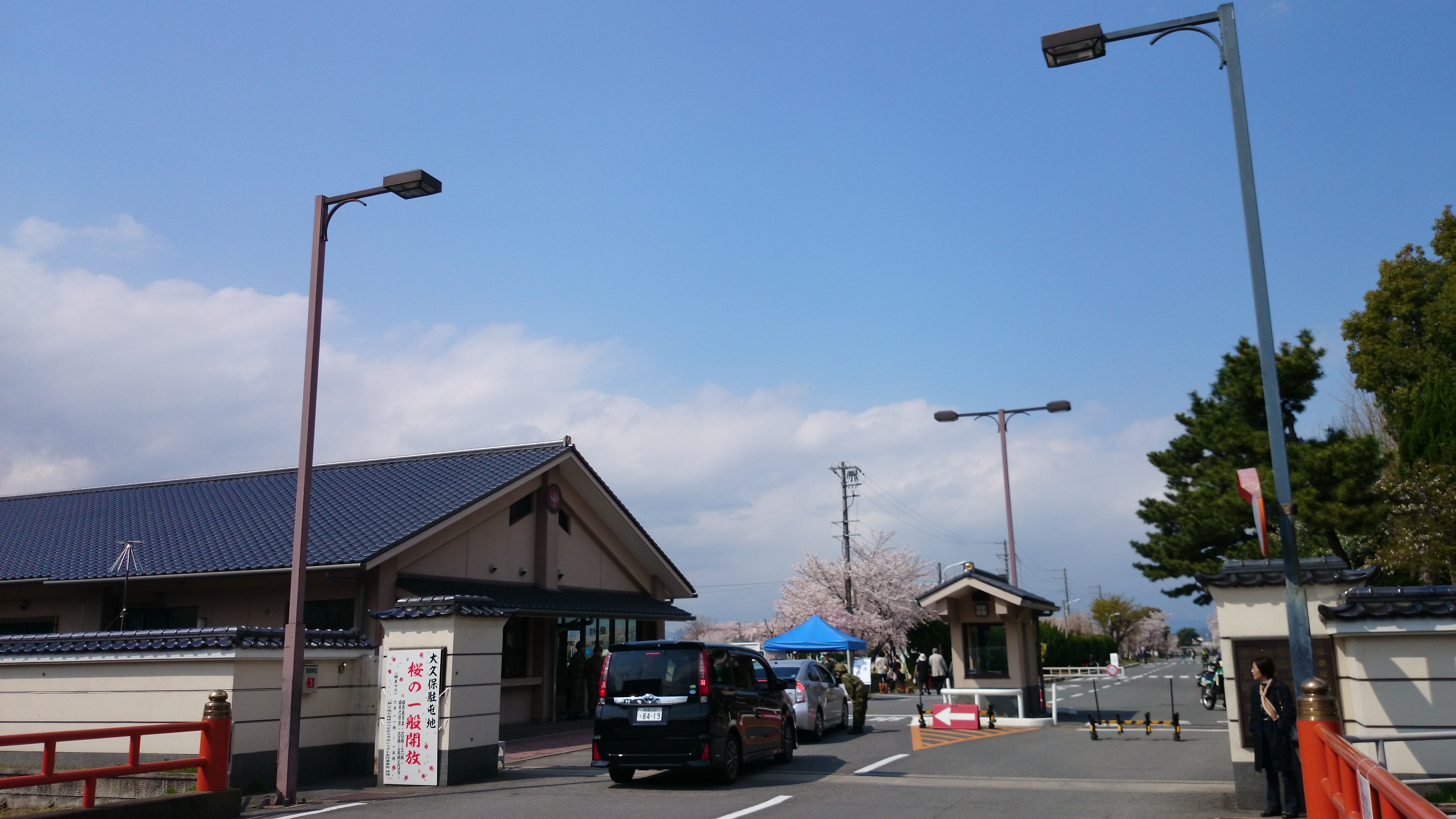
陸上自衛隊　大久保駐屯地

- 宇治区検察庁 - 京都法務合同庁舎（京都市上京区新町通下長者町下る両御霊町82番地）内に所在。
  - 管轄区域は、宇治市、城陽市、久世郡久御山町の2市1町。

裁判所
- 宇治簡易裁判所 - 宇治琵琶33-3に所在。
  - 管轄区域は、宇治市、城陽市、久世郡久御山町の2市1町。

### 施設

#### 警察施設
警察署

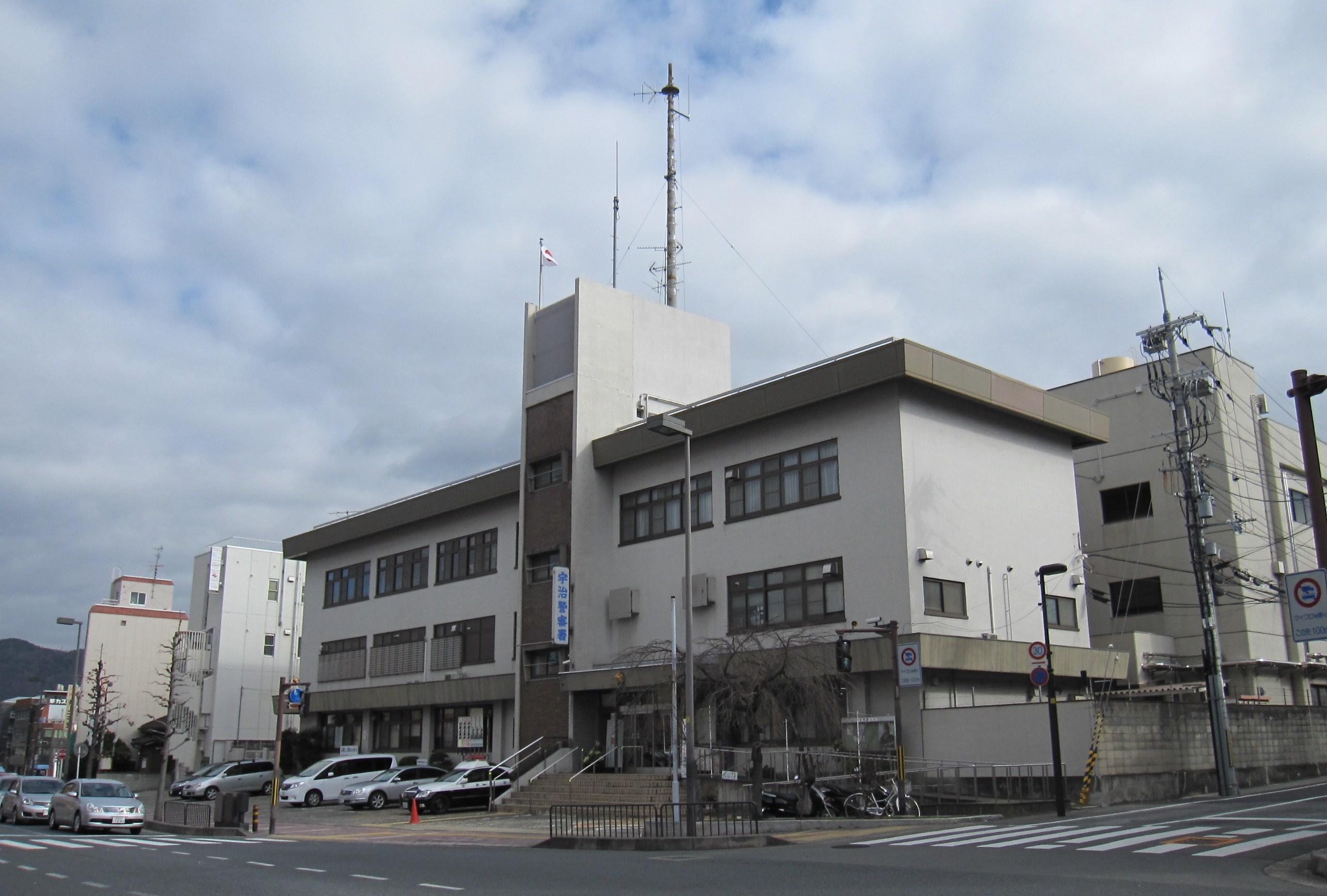
宇治警察署

- 京都府宇治警察署 - 宇治宇文字2-12に所在。管轄区域は、宇治市と、久世郡久御山町。

交番
- 伊勢田交番 - 伊勢田町中山26-5に所在。
- 宇治駅前交番 - 宇治里尻5-9に所在。
- 大久保交番 - 広野町西裏118に所在。
- 小倉交番 - 小倉町老ノ木30-5に所在。
- 木幡交番 - 木幡南山畑33-5に所在。
- 西宇治交番 - 伊勢田町北遊田153に所在。
- 東宇治交番 - 五ケ庄折坂56-2に所在。
- 槇島交番 - 槇島町二十四56-8に所在。
- 六地蔵交番 -六地藏奈良町72−31に所在。
- 広野交番 - 広野町尖山に所在。

#### 消防施設
本部

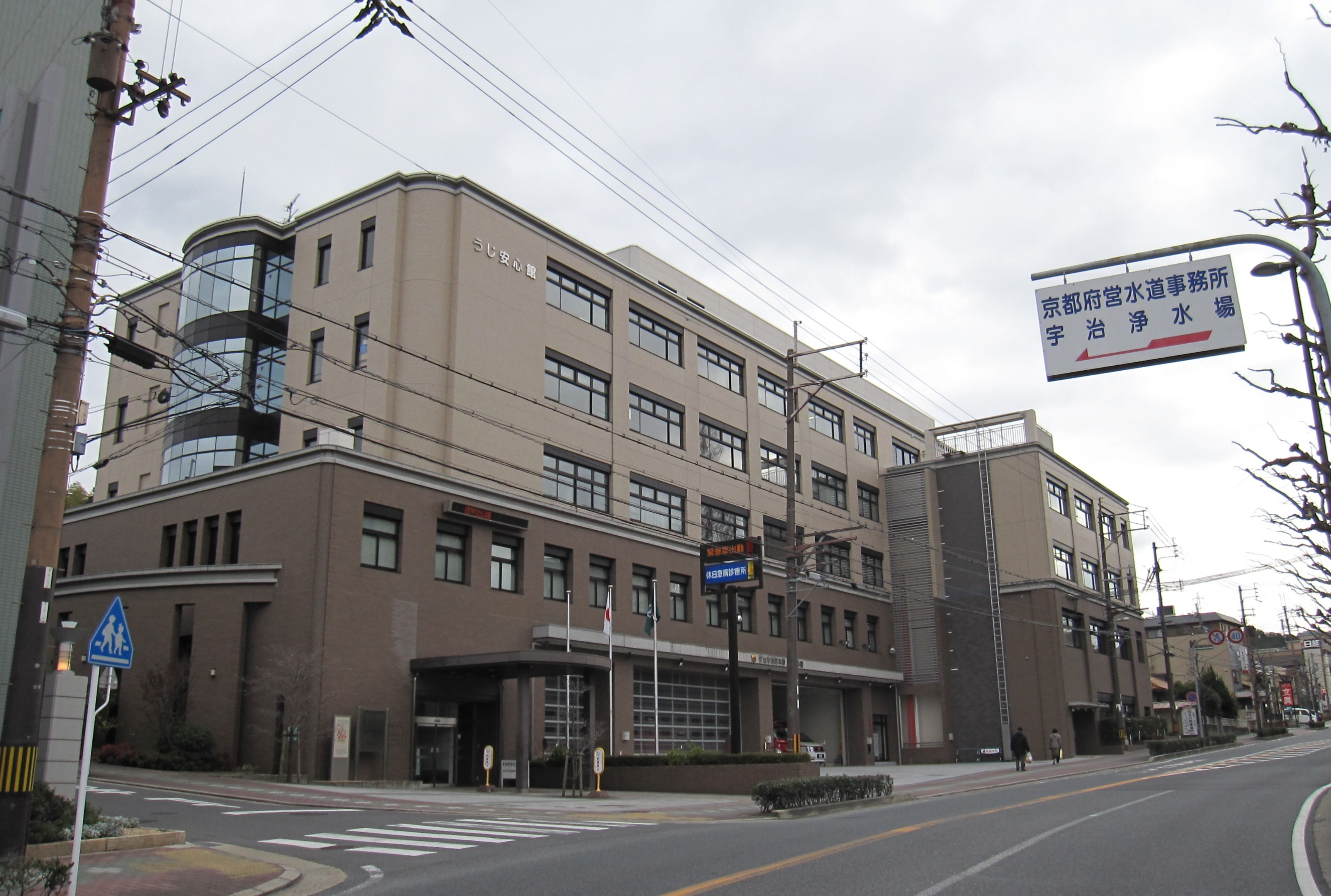
宇治市消防本部

- 宇治市消防本部 - 宇治下居13-2に所在。管轄区域は宇治市全域。

消防署
- 宇治市中消防署 - 宇治下居13-2に所在。

- 槇島消防分署 - 槇島町吹前91-1に所在。

- 宇治市西消防署 - 伊勢田町遊田10-3に所在。

- 伊勢田消防分署 - 伊勢田町大谷19-16に所在。

- 伊勢田救急出張所 - 伊勢田分署内に所在。

- 東消防署 - 木幡南端5に所在。

#### 医療・保健福祉施設
医療施設は特筆性の高いもののみを記載する。
一次医療圏
- 宇治市休日急病診療所 - 市営保健福祉施設。宇治下居13-2に所在。[27]

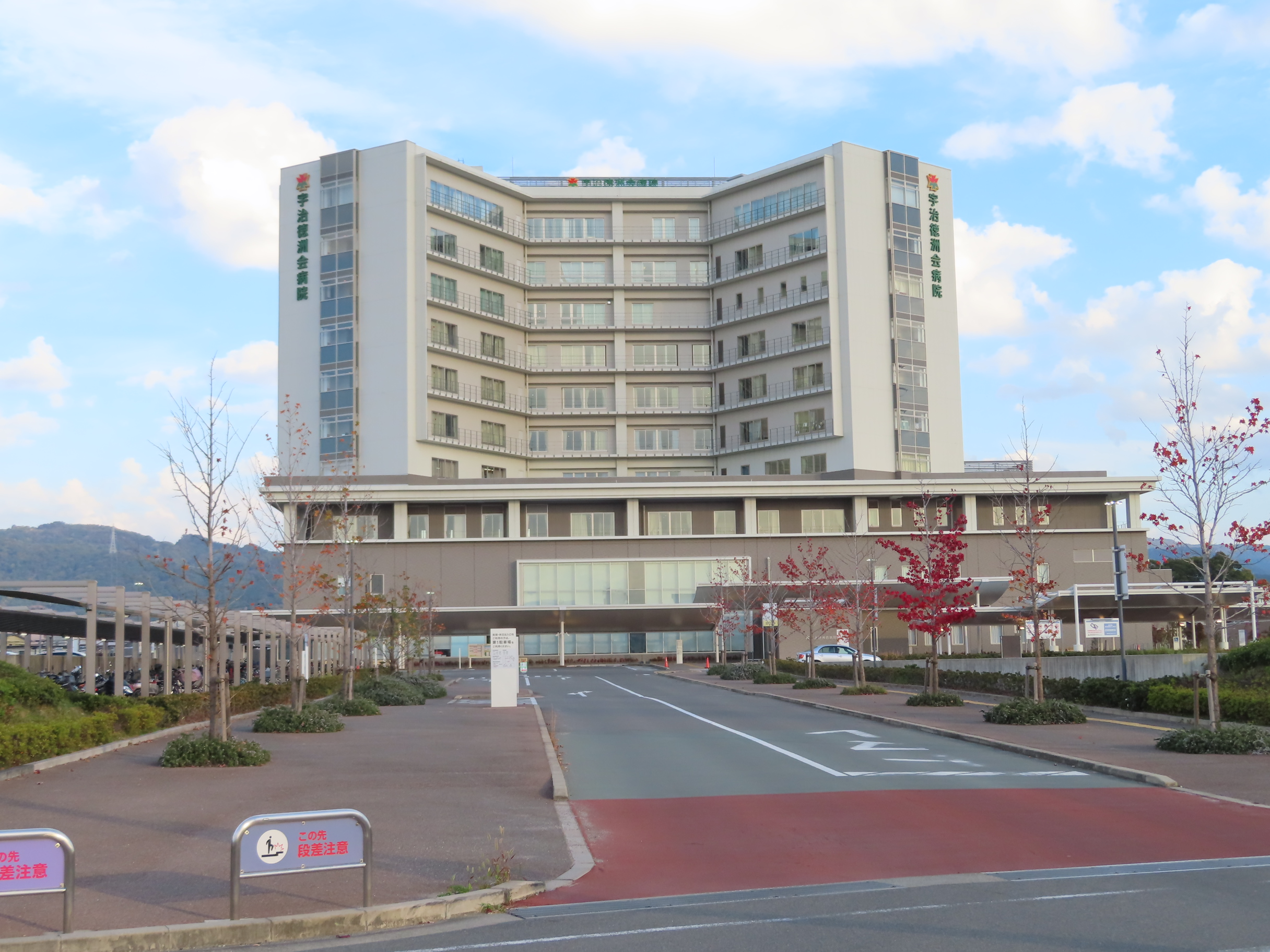
宇治徳洲会病院

- 宇治徳洲会病院宇治徳洲会病院 - 総合病院。槇島町石橋145に所在。
- 宇治病院 - 総合病院。五ケ庄芝ノ東54-2に所在。
- 宇治武田病院 - 総合病院。宇治里尻36-26に所在。宇治武田病院

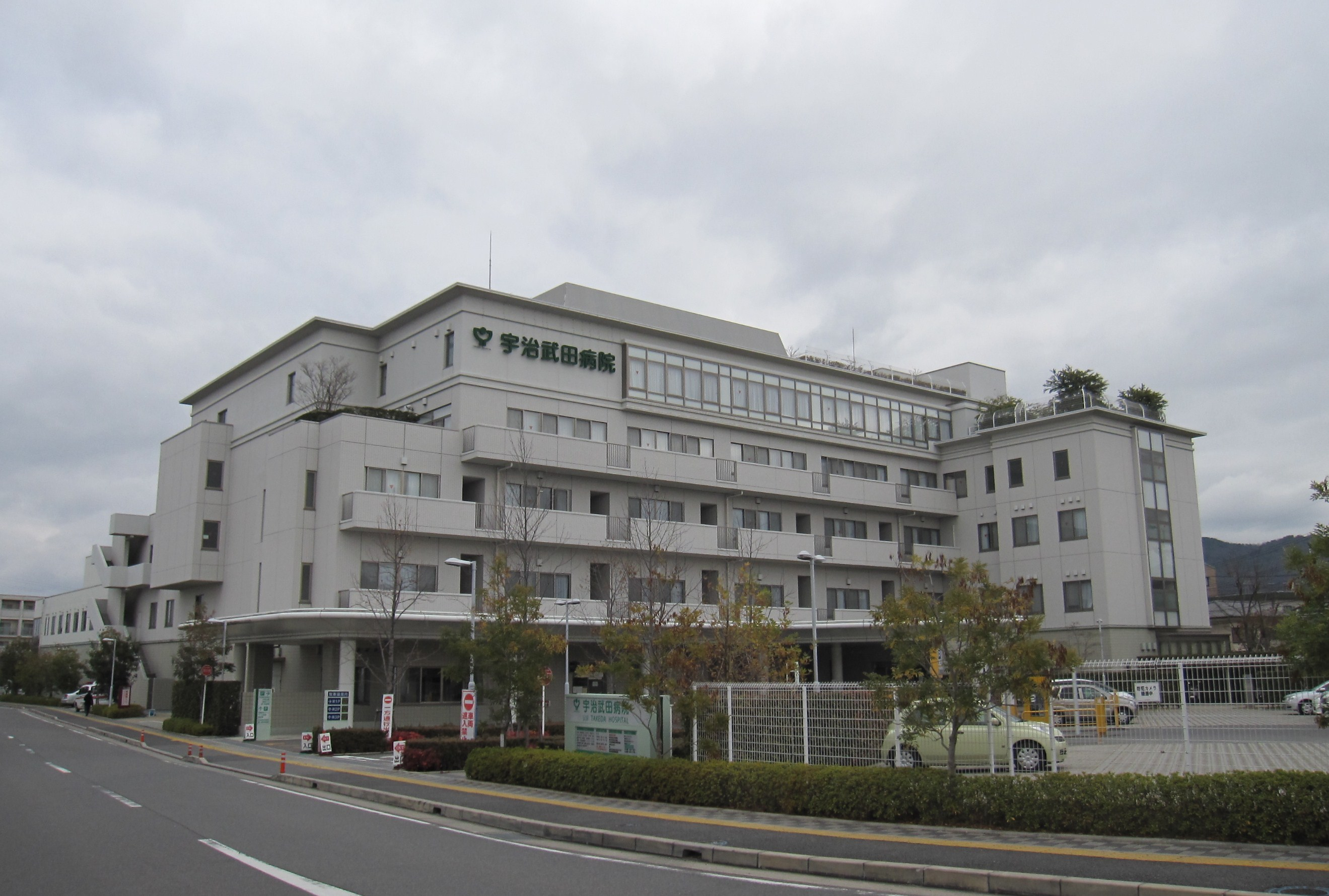
宇治武田病院

- 都倉病院 - 総合病院。宇治山本27に所在。
- 六地蔵総合病院 - 総合病院。六地蔵奈良町9に所在。
- 京都府立洛南病院 - 精神病院。五ケ庄広岡谷2に所在。
- 宇治おうばく病院 - 精神病院。五ケ庄三番割32-1に所在。

広域医療圏
宇治市が属する広域医療圏は、二次医療圏としては山城北医療圏（管轄区域：宇治市、城陽市、八幡市、京田辺市、久御山町、井手町、宇治田原町）、三次医療圏としては京都府医療圏（管轄区域は京都府全域）である。
山城北医療圏の小児救急医療体制として、宇治市域の対象者には、宇治徳洲会病院（宇治市槇島町石橋145）、京都田辺中央病院（京田辺市田辺中央6丁目1-6）、男山病院（八幡市男山泉19）が対応する。

#### 郵便施設
郵便局

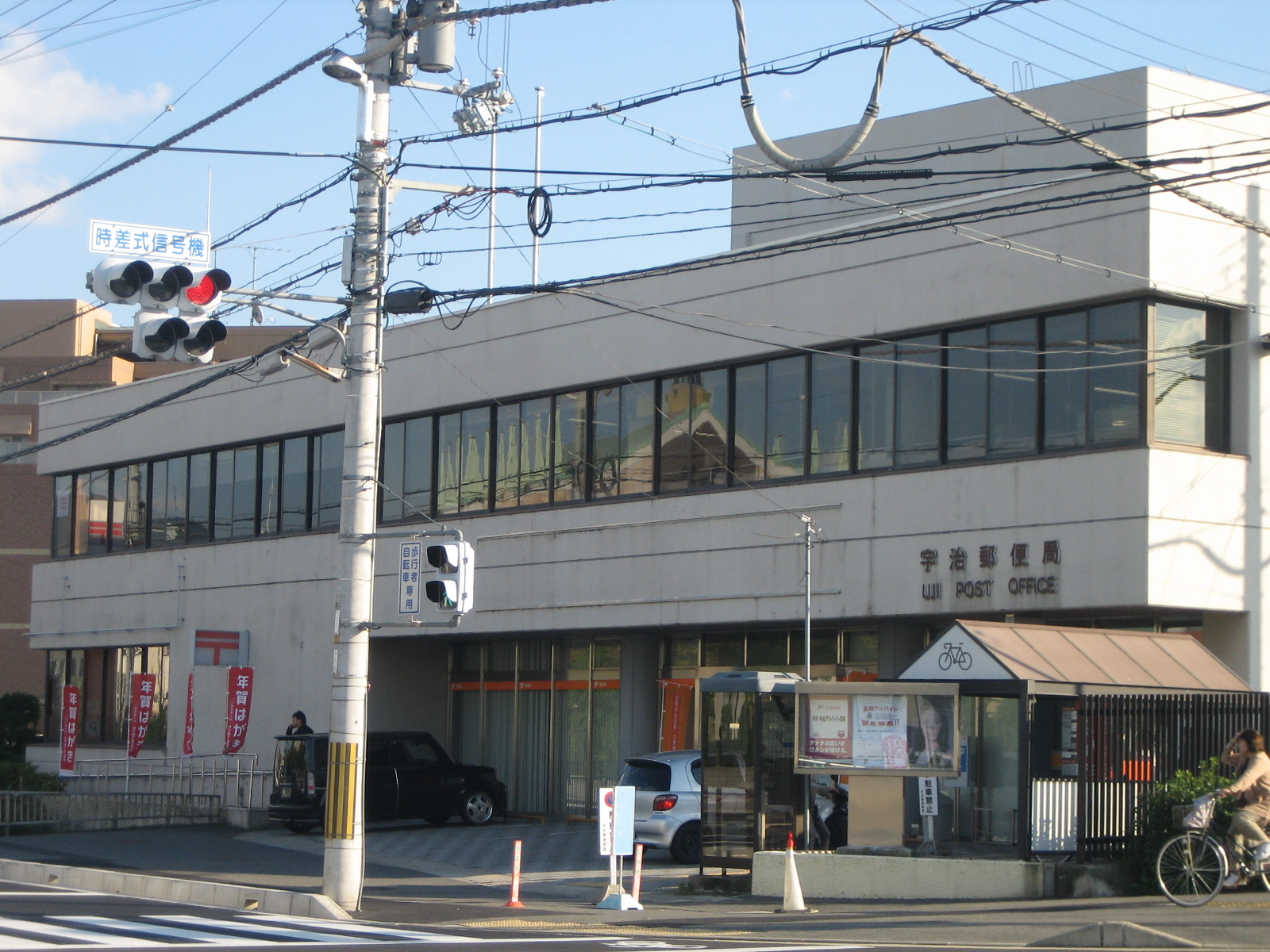
宇治郵便局

- 宇治郵便局 - 宇治蔭山6に所在。郵便番号は 611-00xx。
- 宇治南陵郵便局 - 南陵町2-2-9に所在[30]。
- 宇治槙島郵便局 - 槇島町南落合70-19に所在[31]。
- 宇治莵道郵便局 - 莵道車田4-3に所在[32]。
- 宇治御蔵山郵便局 - 木幡赤塚32-7に所在[33]。
- 宇治大久保郵便局 - 大久保町井ノ尻21-3に所在[34]。
- 宇治神明宮郵便局 - 神明宮北19-17に所在[35]。
- 宇治木幡郵便局 - 木幡大瀬戸49に所在[36]。
- 宇治橋郵便局 - 宇治蓮華34に所在[37]。
- 宇治五ケ庄郵便局 - 五ケ庄西浦37に所在[38]。
- 宇治堀池郵便局 - 小倉町堀池39-176に所在[39]。
- 宇治蔭田郵便局 - 伊勢田町蔭田23-28に所在[40]。
- 小倉郵便局 - 小倉町天王1-10に所在[41]。
- 新田郵便局 - 広野町東裏56-2に所在[42]。
- 宇治笠取簡易郵便局 - 東笠取稲出23-4に所在[43]。
- 宇治壱番郵便局 - 宇治壱番151-2に所在[44]。
- 宇治西小倉郵便局 - 小倉町南堀池8-4に所在[45]。

#### 社会教育・福祉・コミュニティ施設
[行] 行政サービスコーナー設置　[配] 図書館配本所設置　[返] 図書返却ポスト設置
- 宇治市文化センター - 折居台1-1に所在。4つの社会教育施設からなる複合施設。1984年（昭和59年）開館。
  - 文化会館 - 文化会館大ホールは、オーケストラピットも備えつけられている。小ホールもある。
  - 歴史資料館
  - 中央図書館[46]
  - 中央公民館
- 東宇治コミュニティセンター - 五ヶ庄三番割36-5に所在。1992年（平成4年）開館。[行]
  - 東宇治図書館 - センター1階[46]
- 西小倉地域福祉センター - 小倉町山際63-1に所在。1997年（平成9年）開館。
  - 西宇治図書館 - センター3階[46]
- 開地域福祉センター - 開町44-13に所在。[行][配][返]
- 市民交流プラザ「ゆめりあ うじ」 - 宇治里尻5-9に所在。[配][返]
- 西小倉コミュニティセンター - 小倉町南堀池107-1に所在。[行]
- 南宇治コミュニティセンター - 大久保町上ノ山42番地-3に所在。[行][配][返]
- 槇島コミュニティセンター - 槇島町大川原27番地-5に所在。[行][配][返]
- 木幡公民館 - 木幡内畑34-7に所在。[行][配][返]
- 小倉公民館 - 小倉町寺内91に所在。
- 広野公民館 - 広野町寺山17-403に所在。
- 大久保青少年センター - 大久保町山ノ内3に所在。児童書・学習参考図書および郷土資料の貸出も行っている。

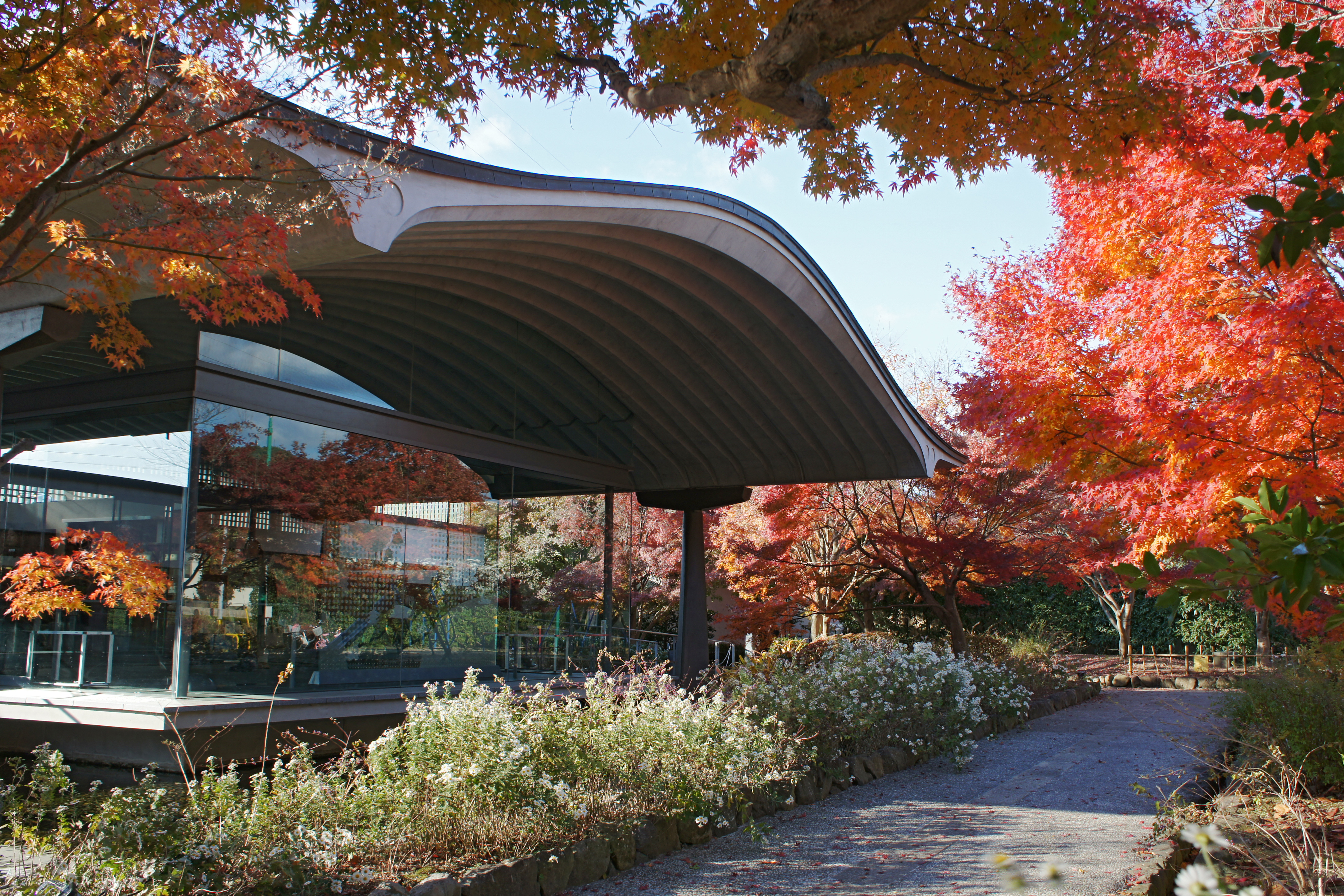
宇治市源氏物語ミュージアム

- 宇治市源氏物語ミュージアム宇治市源氏物語ミュージアム - 宇治東内45-26に所在。1998年（平成10年）開館。
- 平等院鳳翔館 - 宇治蓮華116に所在。2001年（平成13年）開館。
- 宇治市植物公園 - 広野町八軒屋谷25-1に所在。
- アクトパル宇治（総合野外活動センター） - 西笠取辻出川西1に所在。[配][返]
- 市営茶室「対鳳庵」 - 宇治塔川1-5に所在。
- お茶と宇治のまち交流館「茶づな」 - 菟道丸山203-1に所在。
- 宇治市総合福祉会館 - 宇治琵琶45に所在。
- 生涯学習センター - 宇治琵琶45-14に所在。

配本所は上記のほか京都文教大学図書館に、図書返却ポストは上記のほか市役所地下東通用口と京都文教大学図書館にも設置されている。
また、市内9ヶ所の集会所などにおいて子ども文庫が開設されている（開設頻度は施設により月1度～毎週と異なっている）。

#### 産業振興施設
- 宇治市産業会館 - 宇治琵琶45-13に所在。
- 宇治市産業振興センター - 大久保町西ノ端1-25に所在。

#### 運動施設
- 宇治カントリークラブ
- 木下アカデミー京都アイスアリーナ
- 京都府立山城総合運動公園（太陽が丘）
- 黄檗公園
- 西宇治公園

## 姉妹都市と提携都市
姉妹都市や提携都市
国内提携都市
京都市 - 2015年（平成27年）12月22日に観光振興と安心安全に関する連携協定締結
海外姉妹都市
- ヌワラエリヤ市（スリランカ民主社会主義共和国中部州ヌワラ・エリヤ県）-1986年（昭和61年）4月12日締結
- カムループス市（カナダ連邦ブリティッシュコロンビア州）- 1990年（平成2年）7月1日締結

海外提携都市
- 咸陽市（中華人民共和国陝西省）- 1986年（昭和61年）7月24日締結

## 経済

### 第一次産業

#### 茶業

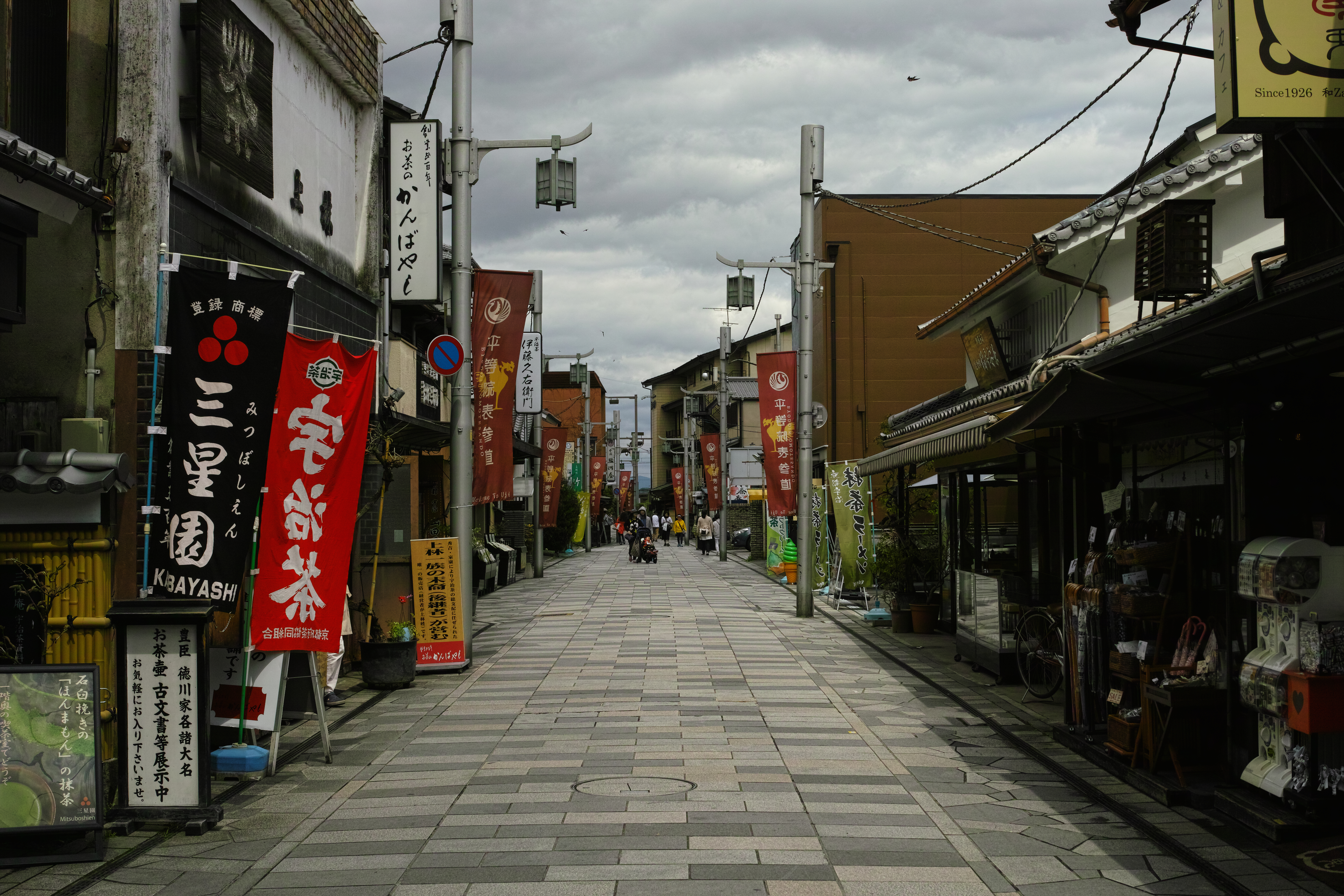
平等院表参道商店街

- 宇治茶[48] - 開発により市内の茶農地は減少しているが、茶匠の名跡の多くが市内にあり、伝統的な産業となっている。
  - 通圓 - 1160年年創業。世界最古の茶屋

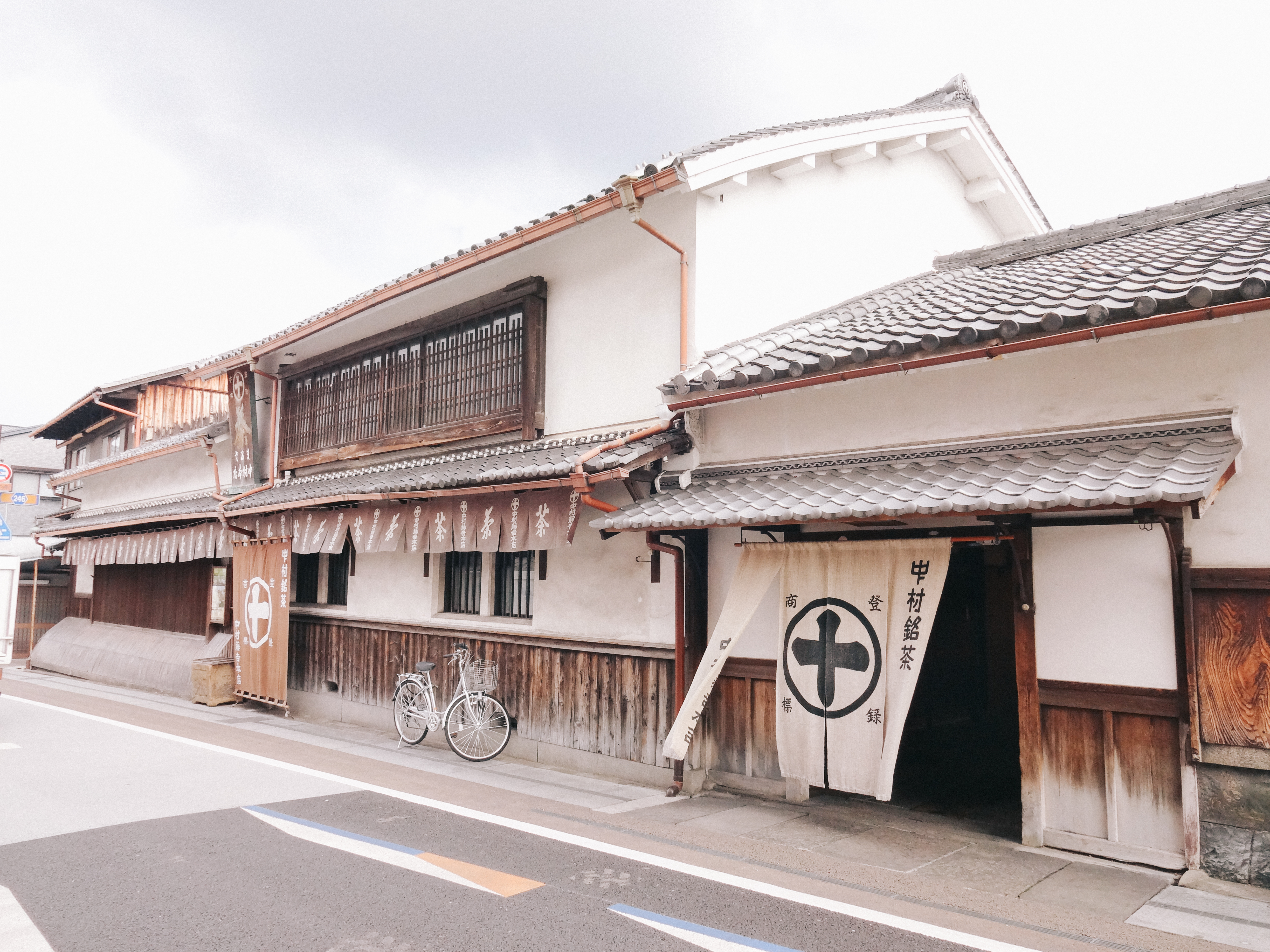
中村藤吉本店

  - 中村藤吉本店中村藤吉本店
  - 上林春松本店
  - 伊藤久右衛門

### 第二次産業

#### 工業
- 玩具（トランプ）・家庭用ゲーム機 - 任天堂 任天堂宇治工場

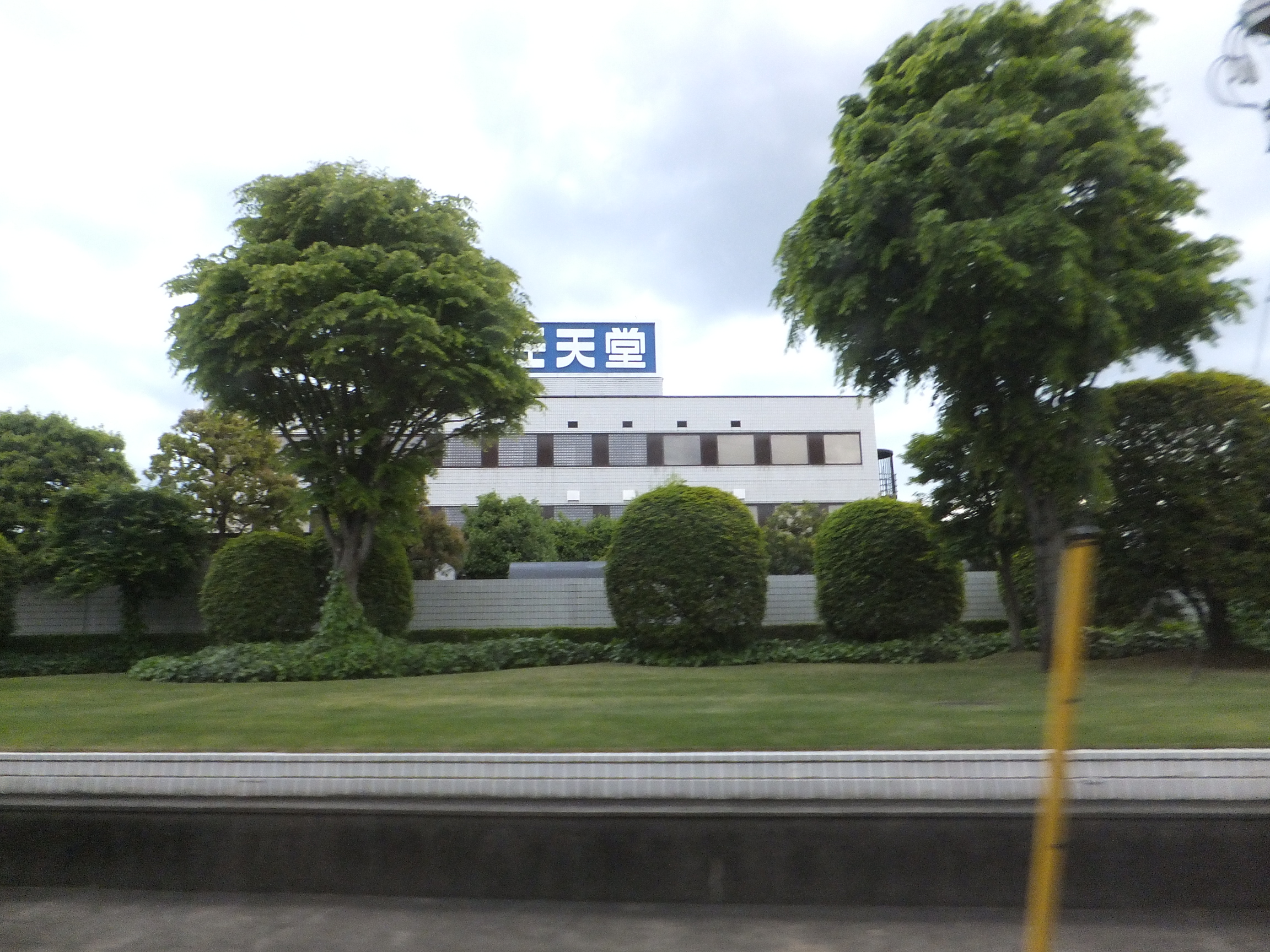
任天堂宇治工場

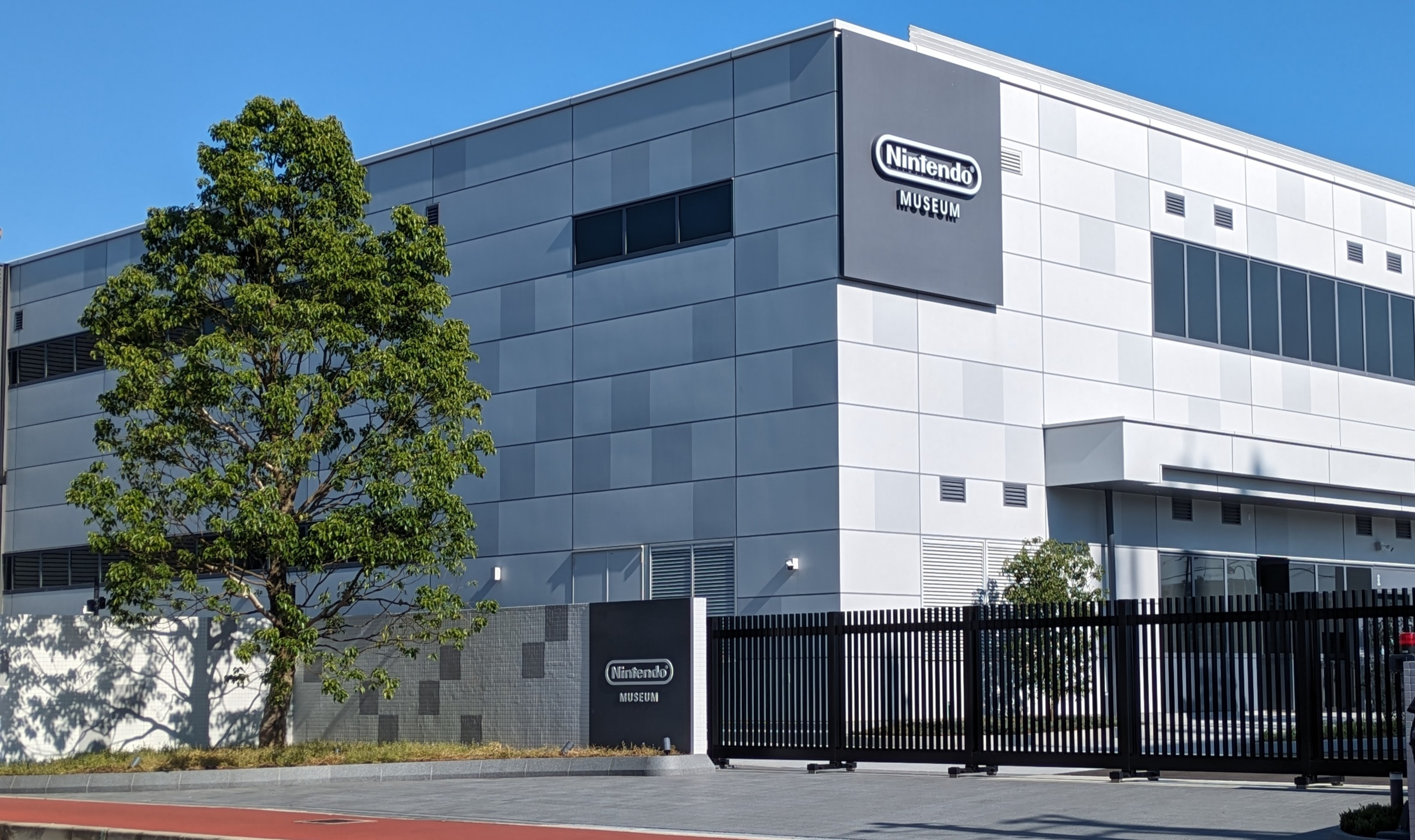
ニンテンドーミュージアム

ニンテンドーミュージアム1968年（昭和43年）6月に宇治工場（のちに宇治小倉工場へ改称）を設置、ゲーム機本体・周辺機器およびカードゲーム類の製造、ソフトの動作チェック、ゲーム機の修理サービス拠点、部品保管用に使用されていたが、1983年（昭和58年）11月、槇島地区に現：宇治工場が開設されると機能は次第に集約されてゆき、小倉工場における業務は2016年（平成28年）11月をもって終了した。以後、使用されない状態が続いていたが2024年（令和6年）10月よりニンテンドーミュージアムとして活用されることとなった[49]。
また1993年（平成5年）11月に大久保工場を設置し商品保管に使用していたが、2017年（平成29年）4月からは玩具卸「ジェスネット」（株式取得とともに「任天堂販売」へ改称）の京都物流センターとして引き続き商品流通の機能を担っている。

- 繊維 - ユニチカ
宇治川の豊富な水源と広大な事業用地を確保できることから1925年（大正14年）12月、日本レイヨン株式会社（当時）の宇治工場が完成。翌年2月より操業開始し、主にレーヨンやナイロンなどの化学繊維を製造した。近年は規模を縮小しつつも、ポリエステルフィルムやプラスチック製造に特化した工場として稼働しており、ユニチカの基幹事業を担っている。
- 自動車
かつて市内には日産自動車の子会社である日産車体京都工場が立地していたが、日産リバイバルプランにともない2001年3月末（平成13年）に閉鎖された[50]。現在、自動車関連の産業は同社の子会社であるオートワークス京都やゼロが立地している。また、久御山町にかけての連続した敷地には日産京都自動車大学校など、日産関連の施設が多い。

拠点を置く主な工場
- 任天堂宇治工場

### 第三次産業
主な商業施設
- アルプラザ宇治東
- MEGAドン・キホーテ宇治店
- レインボー小倉
- 京都建物　ザ・ガーデンコミューン

### 金融機関

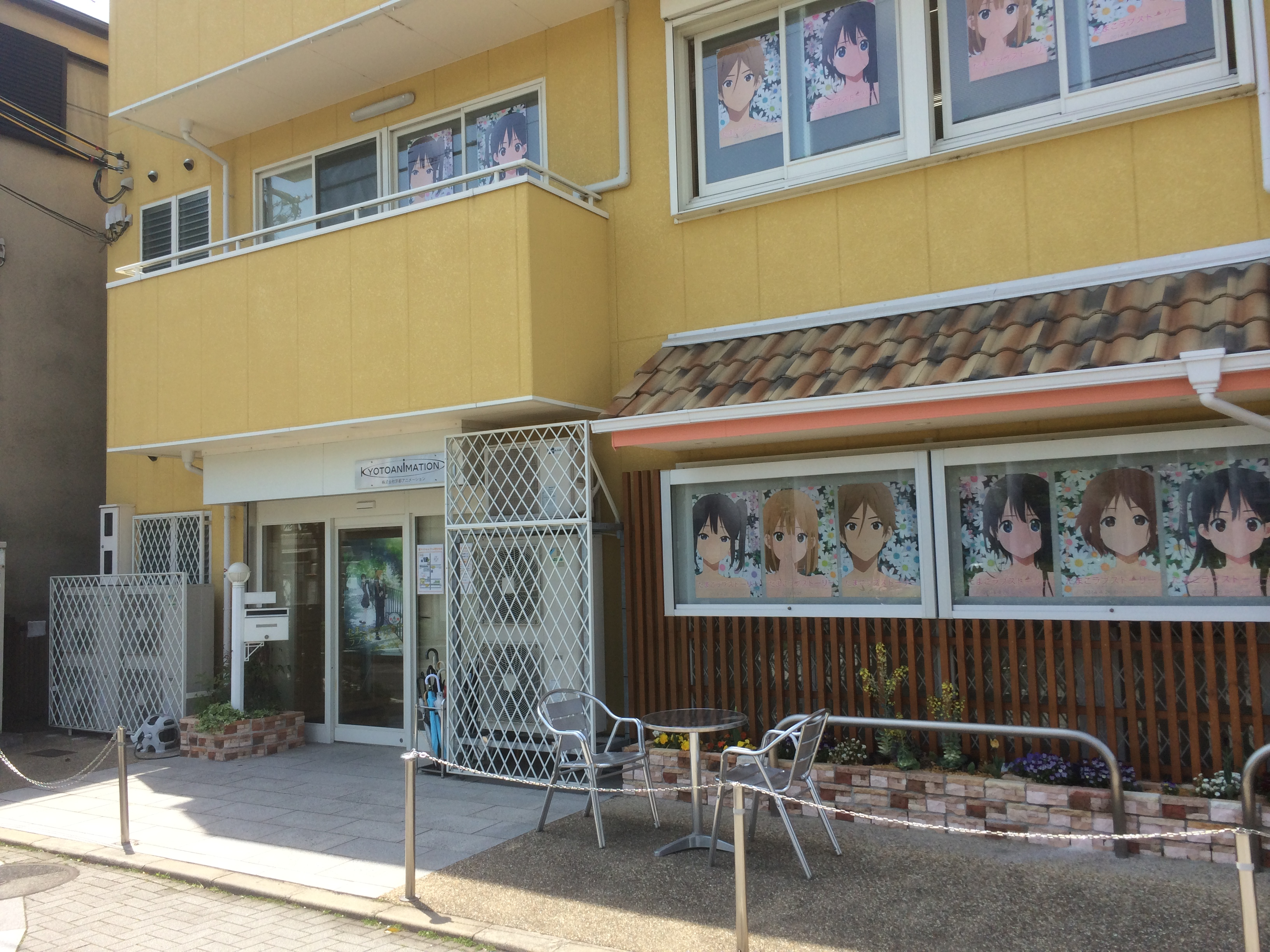
京都アニメーション本部

銀行
- 京都銀行
- 滋賀銀行
- 南都銀行

協同組織金融機関
- 京都中央信用金庫
- 京都信用金庫
- 近畿産業信用組合
- 近畿労働金庫
- ゆうちょ銀行

農協・生協
- 京都やましろ農業協同組合

拠点を置く主な企業
- 京都アニメーション本部京都アニメーション本部

## 情報
- 洛タイ新報 - 新聞社
- エフエム宇治放送（FMうじ） - コミュニティ放送

## ライフライン

### 電力
- 関西電力

発電所
- 喜撰山ダム - 関西電力の揚水式水力発電施設。
- 天ケ瀬ダム - 淀川本流にある唯一のダム、関西電力の天ケ瀬水力発電所（認可出力92000kW・常時出力6600kW）が設置されている。また天ケ瀬ダムから取水する京都府営水道が宇治浄水場と久御山広域ポンプ場で独自にマイクロ水力発電を行っている。
- 宇治発電所（愛称:SMBC宇治グリーン発電所[51][52]） - 滋賀県大津市の瀬田川洗堰付近から取水して11kmに導水管を通った水を利用して発電する水路式水力発電所（認可出力32500kW・常時出力29000kW）。1913年（大正2年）7月営業運転開始[53]。土木学会選奨土木遺産。
- 宇治エネルギーセンター - 火力発電施設。

### ガス
- 大阪ガス

### 上下水道
- 上水道：宇治市上下水道部
  - 京都府営宇治浄水場より供給を受ける。
- 下水道：宇治市上下水道部
  - 東宇治浄化センター : 宇治市木幡に有る宇治川右岸の汚水を処理をする京都府の下水処理場。山科川に排水する。
  - 石田水環境保全センター : 京都市伏見区石田に有る京都市の下水処理場。汚水を集める下水管の一部が宇治市六地蔵地区を通過しているため、六地蔵地区の一部の汚水を処理している。
  - 洛南浄化センター : 八幡市八幡焼木に有る京都府最大の下水処理場、宇治川左岸の宇治市・京都市向島・久御山町・京田辺市の汚水を集めチッソリンを除去する３次処理をして淀川へ排水している。

### 処理施設
清掃
- 折居清掃工場 - 宇治折居18に所在。処理方法は焼却[54]。1986年（昭和61年）3月竣工[54]。

最終処分
- 宇治廃棄物処理公社埋立処分地 - 宇治市池の尾仙郷山6-2に所在[55]。不燃物の埋立[54]。
- グリーンヒル三郷山 - 久世郡久御山町佐古梶石1-3に所在。不燃物と小動物焼却灰の埋立[54]。2001年（平成13年）3月竣工[54]、5月操業開始[56]。
- クリーン21長谷川 - 城陽市富野長谷山1-270に所在。可燃物の焼却[54]。2006年（平成18年）8月竣工[57]。
- 大阪湾広域臨海環境整備センター（大阪湾フェニックスセンター）の埋立処分場4箇所 - 大阪府に所在。焼却灰の埋立[54]。

## 教育・研究機関

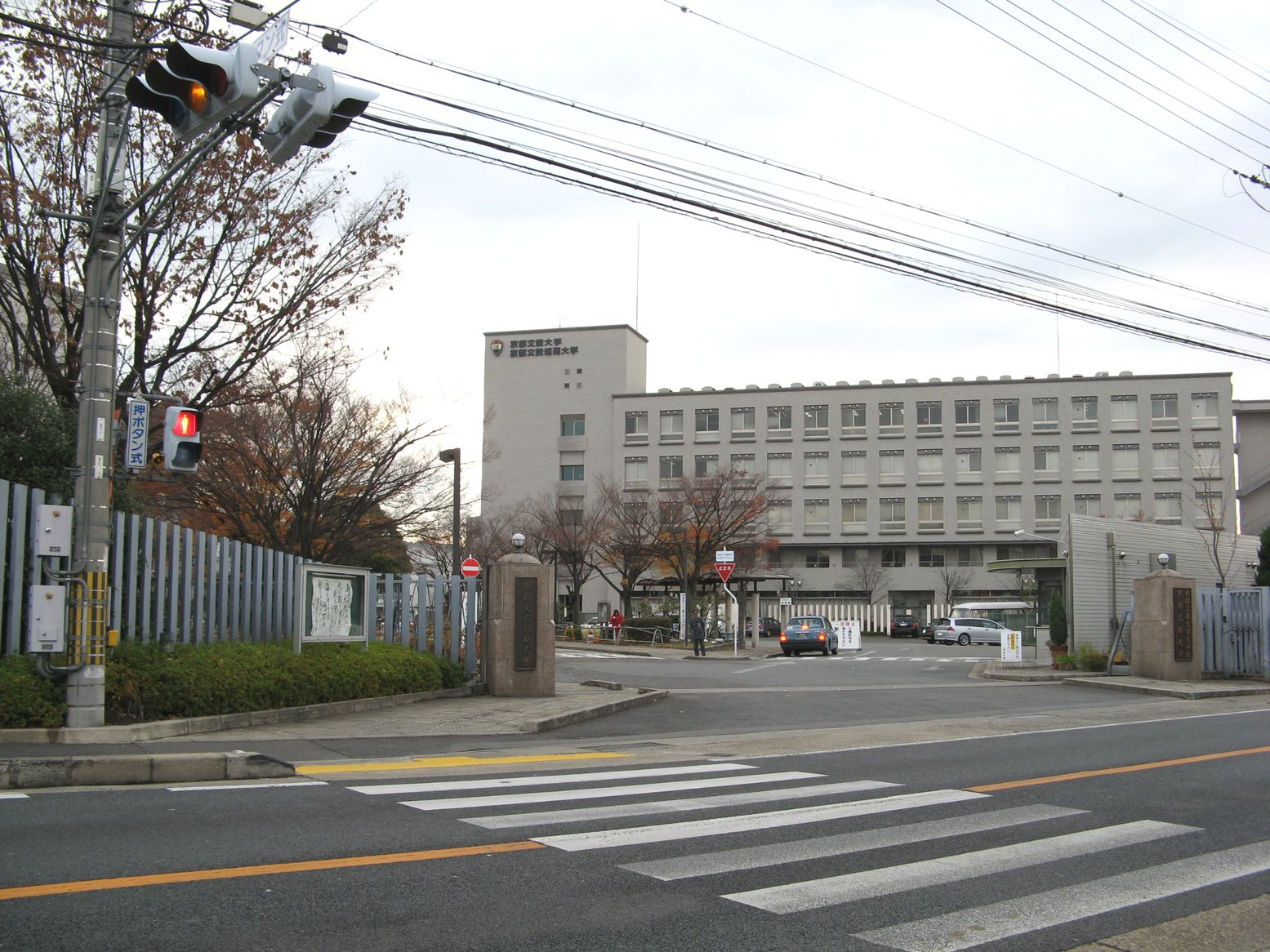
京都文教大学

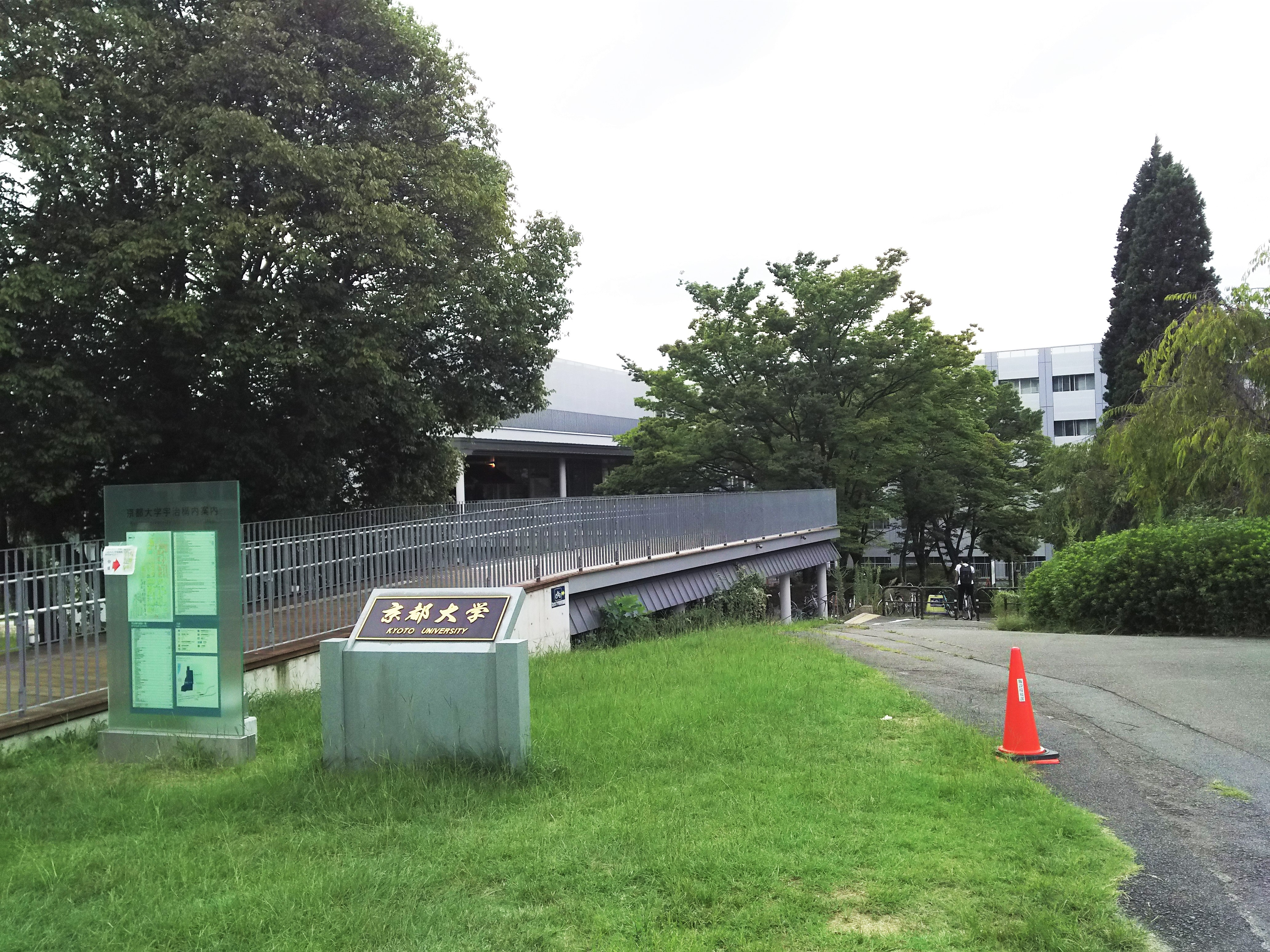
京都大学宇治キャンパス

宇治茶の産地であることから、公立の小中学校ではそれにちなんだ地域教育が実施されている。その一環として、校内の蛇口から茶が出る「茶飲み場」が設けられており、食育に活用されている。

### 大学
国立
- 京都大学宇治キャンパス

私立
- 京都文教大学

### 短期大学
私立
- 京都文教短期大学

### 専修学校
私立
- 京都福祉専門学校

### 高等学校
府立
- 京都府立城南菱創高等学校
- 京都府立東宇治高等学校
- 京都府立莵道高等学校

私立
- 京都翔英高等学校
- 京都芸術高等学校

### 中学校
市立
- 宇治市立宇治中学校
- 宇治市立北宇治中学校
- 宇治市立槇島中学校
- 宇治市立西小倉中学校
- 宇治市立西宇治中学校
- 宇治市立南宇治中学校
- 宇治市立東宇治中学校
- 宇治市立木幡中学校
- 宇治市立広野中学校
- 宇治市立黄檗中学校

| 1951年              | 1971年 | 1972年 | 1974年 | 1976年                     | 1978年 | 1982年         | 1984年    | 2012年 | 小学校区                           |
| ------------------- | ------ | ------ | ------ | -------------------------- | ------ | -------------- | --------- | ------ | ---------------------------------- |
| （東宇治） 笠取分校 | 東宇治 | 東宇治 | 木幡   | 木幡                       | 木幡   | 木幡           | 木幡      | 木幡   | 笠取、笠取第二                     |
| 東宇治              | 東宇治 | 東宇治 | 木幡   | 木幡                       | 木幡   | 木幡           | 木幡      | 木幡   | 木幡、御蔵山、岡屋（一部）         |
| 東宇治              | 東宇治 | 東宇治 | 木幡   | 木幡                       | 木幡   | 木幡           | 木幡      | 黄檗   | 宇治                               |
| 東宇治              | 東宇治 | 東宇治 | 東宇治 |                            |        |                |           | 黄檗   | 宇治                               |
| 東宇治              | 東宇治 | 東宇治 | 東宇治 | 南部、三室戸、岡屋（一部） |        |                |           |        |                                    |
| 宇治                | 宇治   | 宇治   | 宇治   | 宇治                       | 宇治   | 宇治           | 宇治      | 宇治   | 莵道、莵道第二、神明（一部）       |
| 宇治                | 宇治   | 宇治   | 宇治   | 宇治                       | 宇治   | 宇治           | （→広野） |        |                                    |
| 宇治                | 宇治   | 北宇治 | 北宇治 | 北宇治                     | 北宇治 | 槇島           | 槇島      | 槇島   | 槇島（一部）、北槇島               |
| 宇治                | 宇治   | 北宇治 | 北宇治 | 北宇治                     | 北宇治 | 北宇治         | 北宇治    | 北宇治 | 槇島（一部）                       |
| 西宇治              | 西宇治 | 北宇治 | 北宇治 | 北宇治                     | 北宇治 | 北宇治         | 北宇治    | 北宇治 | 北小倉、小倉（一部）               |
| 西宇治              | 西宇治 | 北宇治 | 北宇治 | 北宇治                     | 西小倉 | 西小倉         | 西小倉    | 西小倉 | 西小倉、南小倉                     |
| 西宇治              | 西宇治 | 西宇治 | 西宇治 | 西宇治                     | 西宇治 | 西宇治         | 西宇治    | 西宇治 | 神明（一部）、小倉（一部）、伊勢田 |
| 西宇治              | 西宇治 | 西宇治 | 西宇治 | 西宇治                     | 西宇治 | 西宇治         | 広野      | 広野   | 大久保                             |
| 西宇治              | 西宇治 | 西宇治 | 西宇治 | 南宇治                     |        |                | 広野      | 広野   | 大久保                             |
| 西宇治              | 西宇治 | 西宇治 | 西宇治 | 大開                       |        |                | 広野      | 広野   |                                    |
| 西宇治              | 西宇治 | 西宇治 | 西宇治 | 南宇治                     | 南宇治 | 西大久保、平盛 |           |        |                                    |

### 中高一貫校
私立
- 立命館宇治中学校・高等学校

### 小学校
市立
- 宇治市立菟道小学校
- 宇治市立菟道第二小学校
- 宇治市立神明小学校
- 宇治市立槇島小学校
- 宇治市立北槇島小学校
- 宇治市立小倉小学校
- 宇治市立伊勢田小学校
- 宇治市立西小倉小学校
- 宇治市立北小倉小学校
- 宇治市立南小倉小学校
- 宇治市立大久保小学校
- 宇治市立大開小学校
- 宇治市立西大久保小学校
- 宇治市立平盛小学校
- 宇治市立宇治小学校
- 宇治市立三室戸小学校
- 宇治市立南部小学校
- 宇治市立岡屋小学校
- 宇治市立木幡小学校
- 宇治市立御蔵山小学校
- 宇治市立笠取小学校
- 宇治市立笠取第二小学校

| 1951年   | 1953年   | 1967年   | 1969年   | 1970年   | 1971年    | 1972年   | 1973年   | 1974年   | 1975年   | 1976年    | 1978年    | 1983年    | 2026年     |
| -------- | -------- | -------- | -------- | -------- | --------- | -------- | -------- | -------- | -------- | --------- | --------- | --------- | ---------- |
| 笠取     |          |          |          |          |           |          |          |          |          |           |           |           |            |
| 笠取第二 |          |          |          |          |           |          |          |          |          |           |           |           |            |
| 宇治     | 宇治     | 木幡     | 木幡     | 木幡     | 木幡      | 木幡     | 御蔵山   | 御蔵山   | 御蔵山   | 御蔵山    | 御蔵山    | 御蔵山    | 御蔵山     |
| 宇治     | 宇治     | 木幡     | 木幡     | 木幡     | 木幡      | 木幡     | 木幡     |          |          |           |           |           |            |
| 宇治     | 宇治     | 宇治     | 宇治     | 宇治     | 南部      | 南部     | 南部     | 南部     | 南部     | 南部      | 南部      | 南部      | 南部       |
| 宇治     | 宇治     | 宇治     | 宇治     | 宇治     | 宇治      | 宇治     | 宇治     | 岡屋     | 岡屋     | 岡屋      | 岡屋      | 岡屋      | 岡屋       |
| 宇治     | 宇治     | 宇治     | 宇治     | 宇治     | 宇治      | 宇治     | 宇治     | 宇治     | 宇治     | 宇治      | 宇治      | 宇治      | 宇治       |
| 宇治     | 宇治     | 宇治     | 宇治     | 宇治     | 宇治      | 宇治     | 宇治     | 宇治     | 三室戸   |           |           |           |            |
| 莵道     | 莵道     | 莵道     | 莵道     | 莵道     | 莵道      | 莵道     | 莵道     | 莵道     |          |           |           |           |            |
| 莵道     | 莵道     | 莵道     | 莵道     | 莵道     | 莵道      | 莵道     | 莵道     | 莵道     | 莵道     |           |           |           |            |
| 莵道     | 莵道     | 莵道     | 莵道     | 莵道     | （→南部） |          |          |          |          |           |           |           |            |
| 莵道     | 莵道第二 | 莵道第二 | 莵道第二 | 莵道第二 | 莵道第二  | 莵道第二 | 莵道第二 | 莵道第二 | 莵道第二 | 莵道第二  | 莵道第二  | 莵道第二  | 莵道第二   |
| 莵道     | 莵道第二 | 莵道第二 | 莵道第二 | 莵道第二 | 莵道第二  | 神明     | 神明     | 神明     | 神明     | （→大開） | （→大開） | （→大開） | （→大開）  |
| 莵道     | 莵道第二 | 莵道第二 | 莵道第二 | 莵道第二 | 莵道第二  | 神明     | 神明     | 神明     | 神明     | 神明      |           |           |            |
| 小倉     | 小倉     | 小倉     | 小倉     | 小倉     | 小倉      | 神明     | 神明     | 神明     | 神明     |           |           |           |            |
| 小倉     | 小倉     | 小倉     | 小倉     | 小倉     | 小倉      | 小倉     | 小倉     | 小倉     | 小倉     | 小倉      | 小倉      | 小倉      | 小倉       |
| 小倉     | 小倉     | 小倉     | 小倉     | 小倉     | 小倉      | 小倉     | 小倉     | 伊勢田   |          |           |           |           |            |
| 小倉     | 小倉     | 小倉     | 西小倉   | 西小倉   | 西小倉    | 西小倉   | 西小倉   |          |          |           |           |           |            |
| 小倉     | 小倉     | 小倉     | 西小倉   | 西小倉   | 西小倉    | 西小倉   | 西小倉   | 西小倉   | 西小倉   | 西小倉    | 西小倉    | 西小倉    | にしおぐら |
| 小倉     | 小倉     | 小倉     | 西小倉   | 西小倉   | 西小倉    | 西小倉   | 西小倉   | 西小倉   | 西小倉   | 西小倉    | 南小倉    |           | にしおぐら |
| 小倉     | 小倉     | 小倉     | 西小倉   | 西小倉   | 西小倉    | 西小倉   | 北小倉   |          |          |           |           |           | にしおぐら |
| 小倉     | 小倉     | 小倉     | 西小倉   | 西小倉   | 西小倉    | 西小倉   | 北小倉   |          |          |           |           |           | にしおぐら |
| 槇島     | 槇島     | 槇島     | 槇島     | 槇島     | 槇島      | 槇島     | 槇島     | 槇島     | 槇島     | 槇島      | 槇島      | 槇島      | 槇島       |
| 槇島     | 槇島     | 槇島     | 槇島     | 槇島     | 槇島      | 槇島     | 槇島     | 槇島     | 槇島     | 槇島      | 槇島      | 北槇島    |            |
| 大久保   | 大久保   | 大久保   | 大久保   | 大久保   | 大久保    | 大久保   | 大久保   | 大久保   | 大久保   | 大久保    | 大久保    | 大久保    | 大久保     |
| 大久保   | 大久保   | 大久保   | 大久保   | 大久保   | 大久保    | 大久保   | 大久保   | 大久保   | 大久保   | 大開      |           |           |            |
| 大久保   | 大久保   | 大久保   | 大久保   | 西大久保 | 西大久保  | 西大久保 | 西大久保 | 西大久保 | 西大久保 | 西大久保  | 西大久保  | 西大久保  | 西大久保   |
| 大久保   | 大久保   | 大久保   | 大久保   | 西大久保 | 西大久保  | 西大久保 | 西大久保 | 西大久保 | 平盛     |           |           |           |            |

### 特別支援学校
府立
- 京都府立宇治支援学校（京都府立城南高等学校跡地を利用）

### 研究施設
- 京都府立茶業研究所

## 交通

### 鉄道

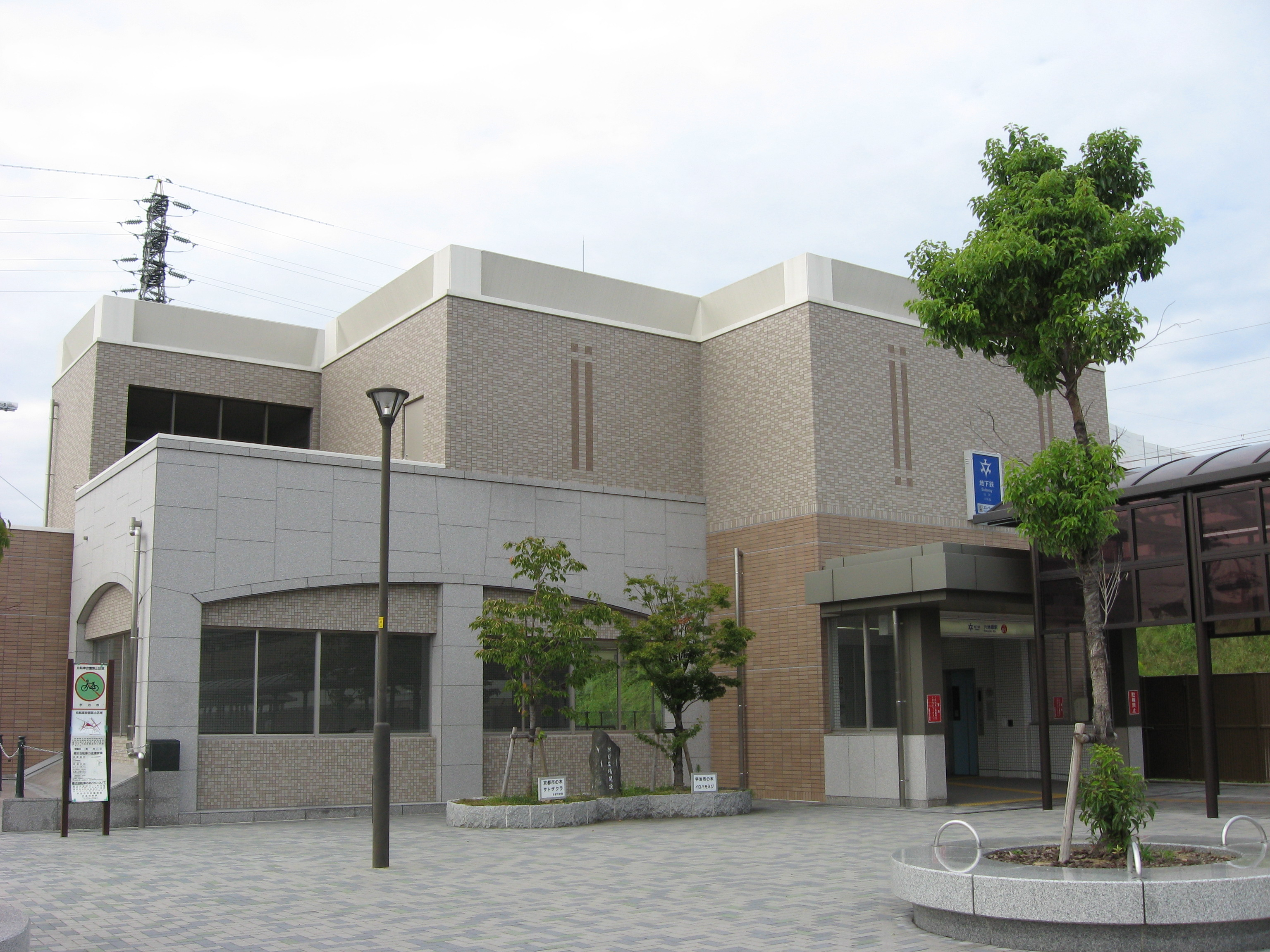
六地蔵駅

西日本旅客鉄道（JR西日本）
- 奈良線
  - 新田駅 - JR小倉駅 - 宇治駅 - 黄檗駅 - 木幡駅 - 六地蔵駅

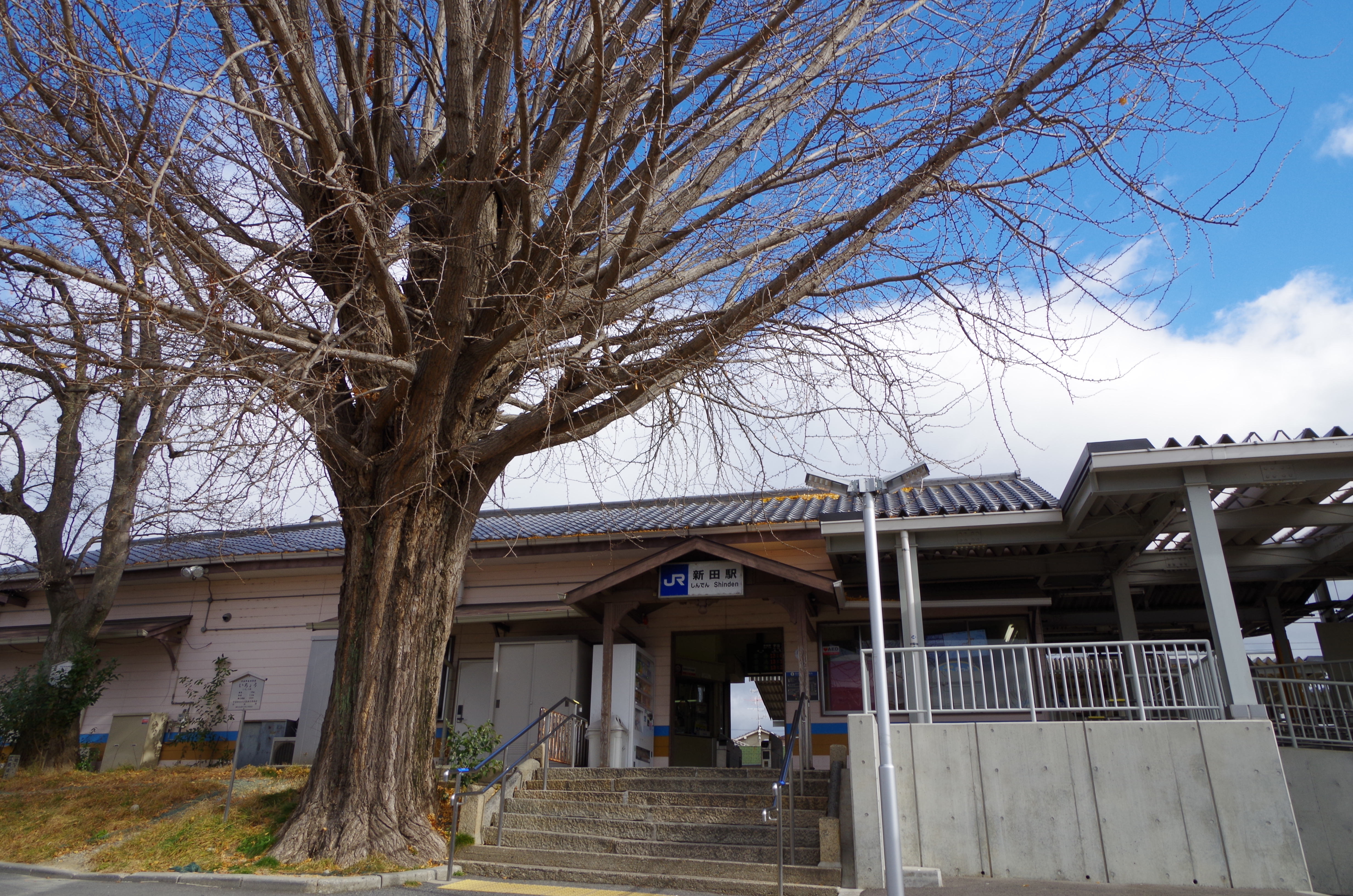
新田駅
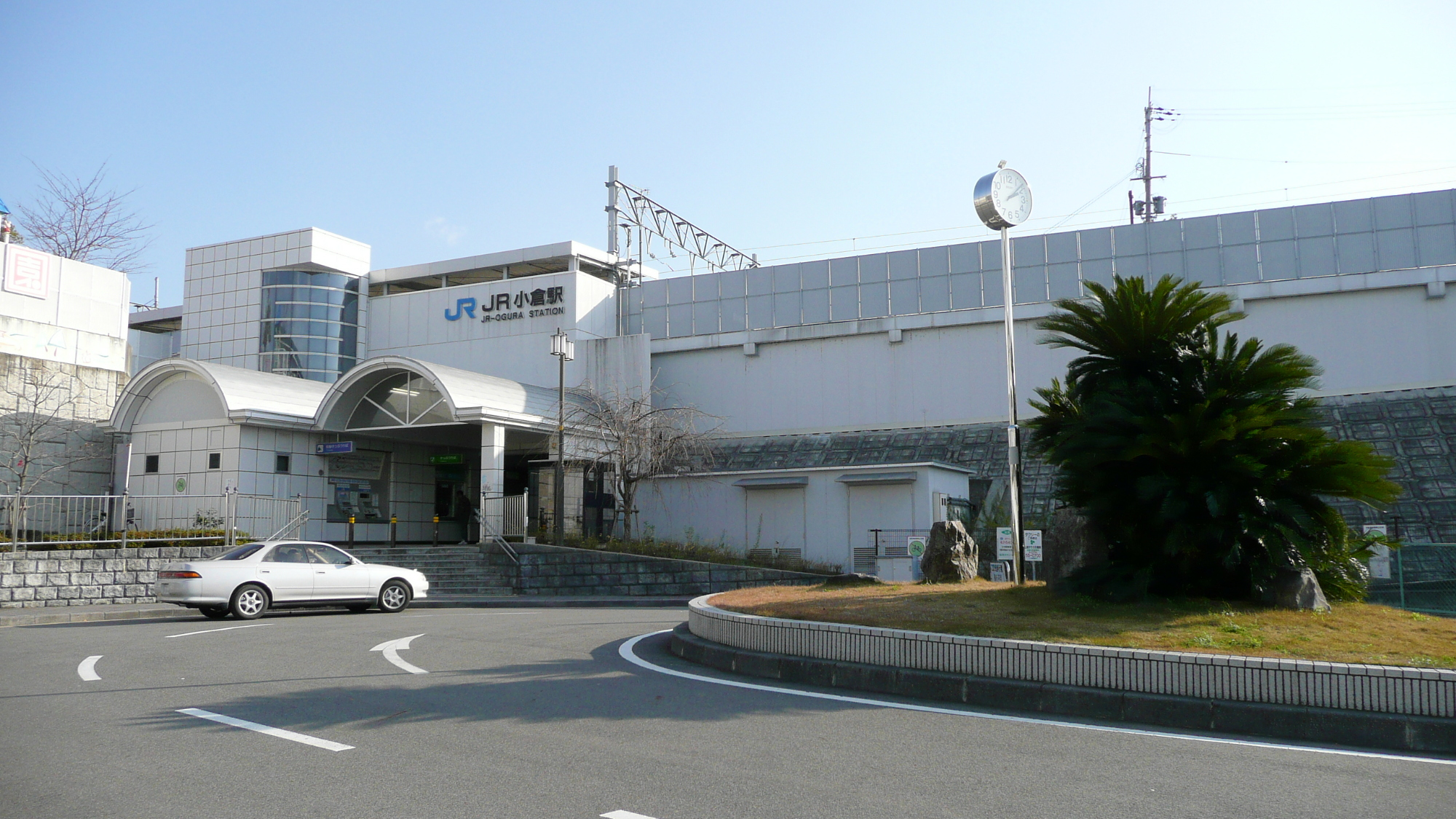
JR小倉駅
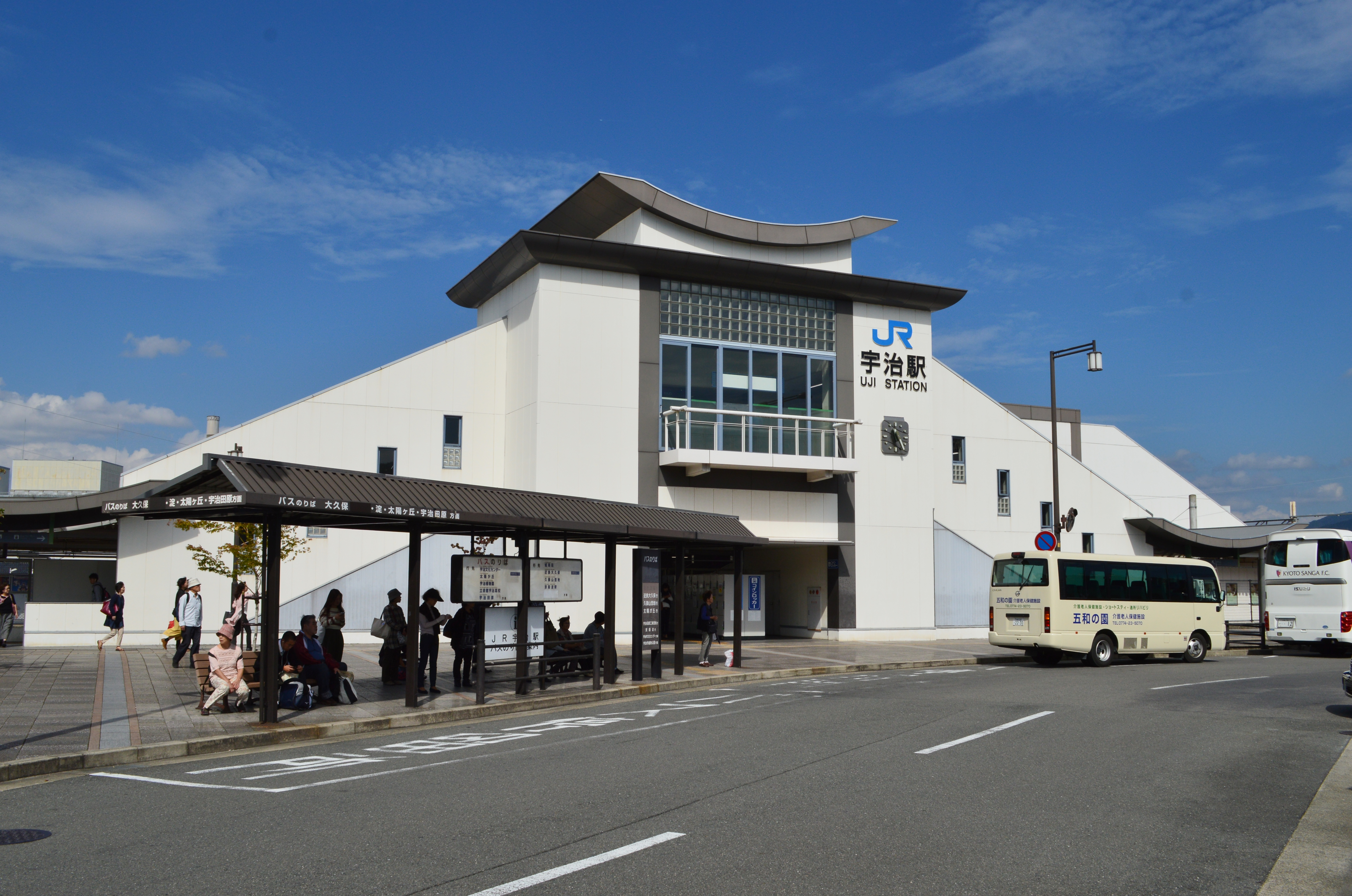
宇治駅
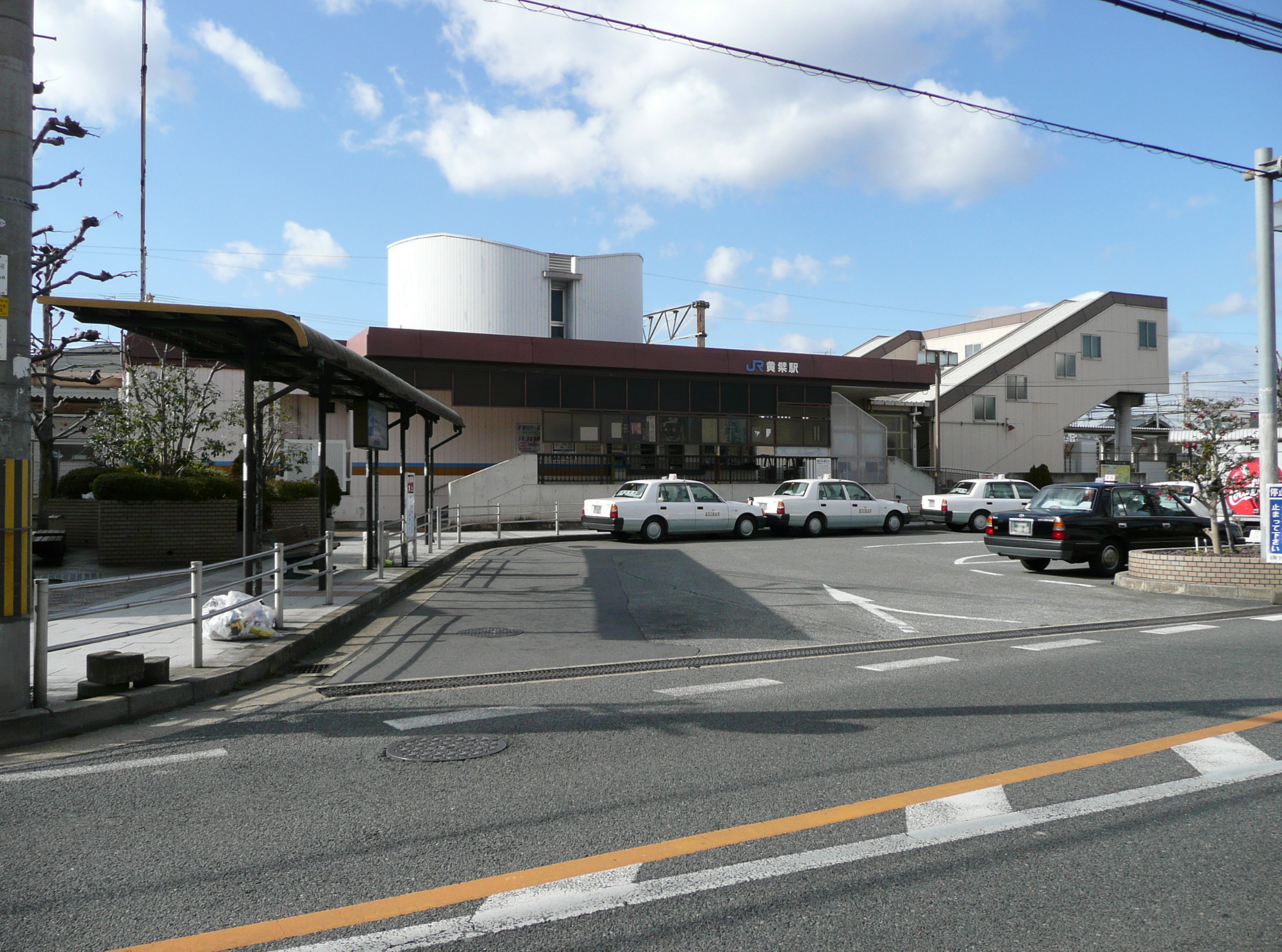
黄檗駅
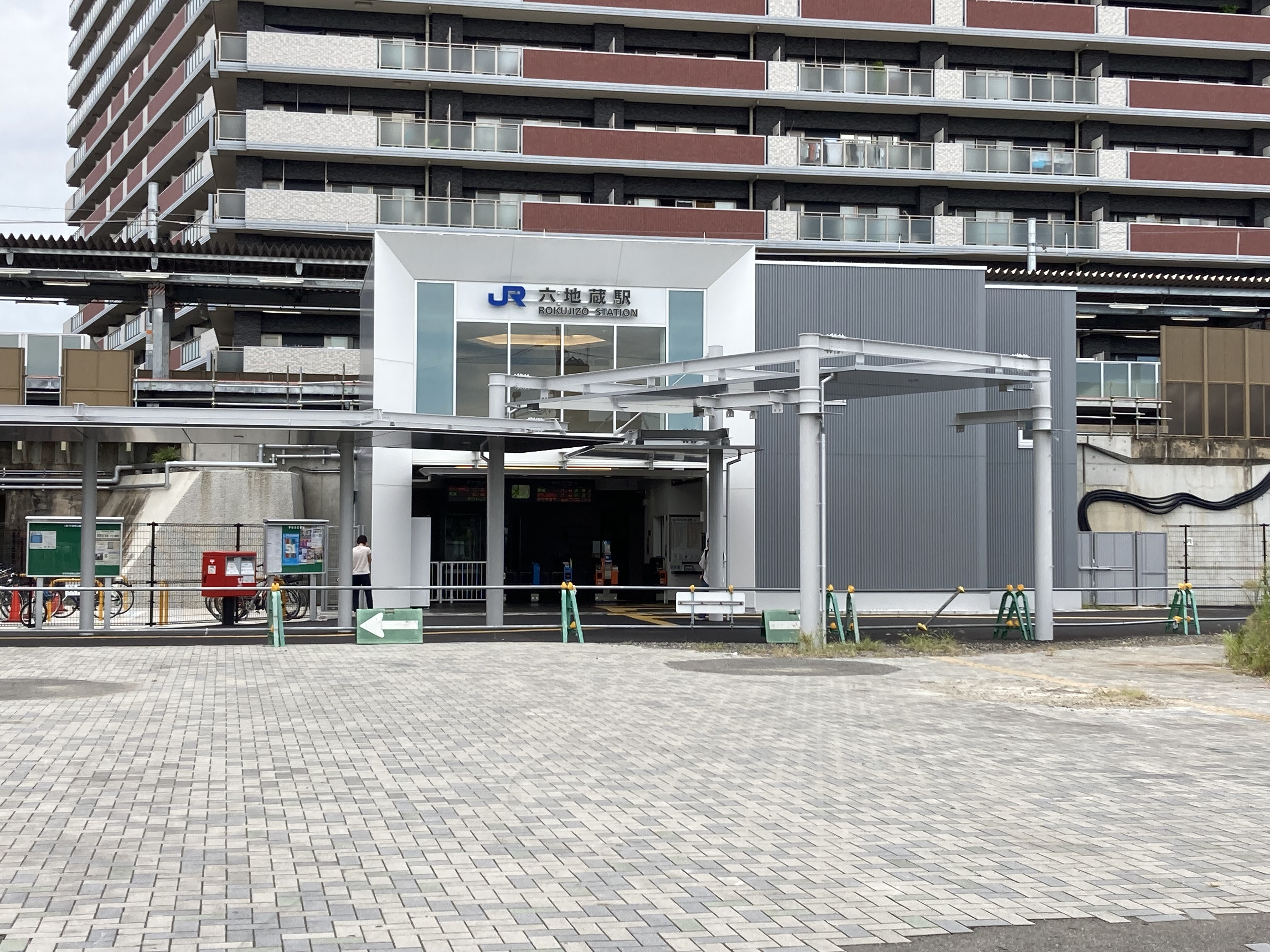
六地蔵駅

近畿日本鉄道（近鉄）
- 京都線
  - 小倉駅 - 伊勢田駅 - 大久保駅    - 小倉駅
    - 伊勢田駅
    - 大久保駅

京阪電気鉄道
- 宇治線

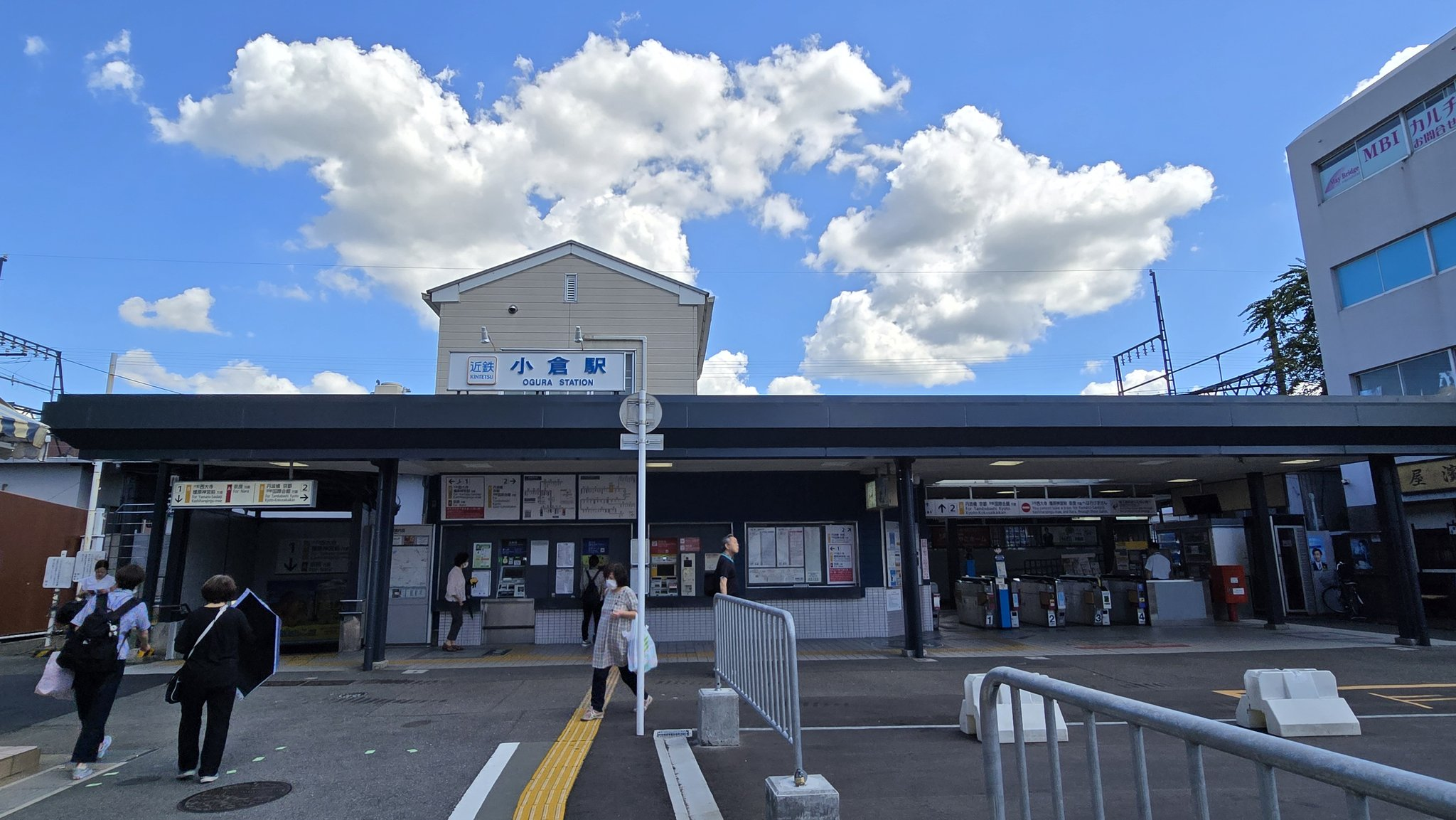
小倉駅
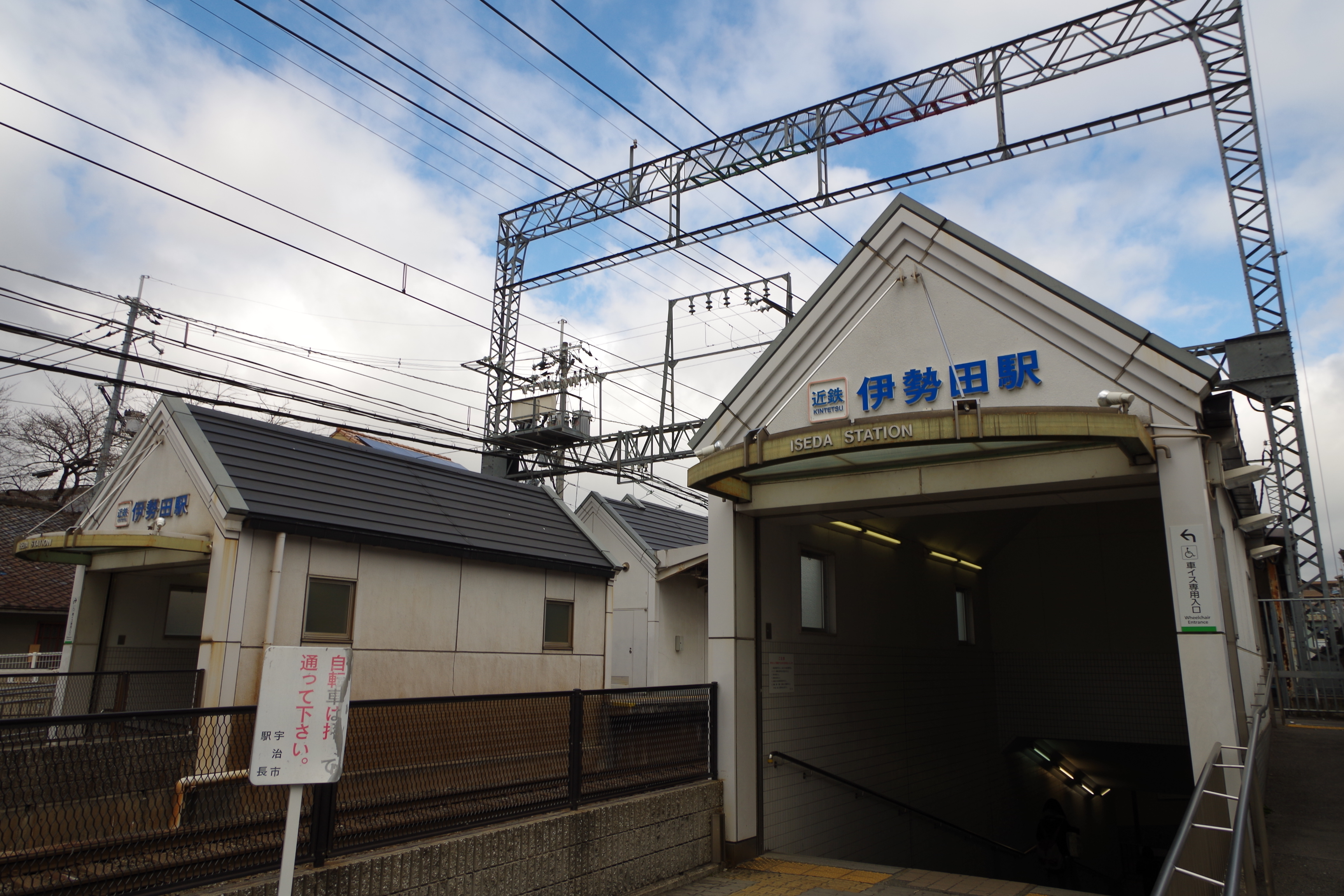
伊勢田駅
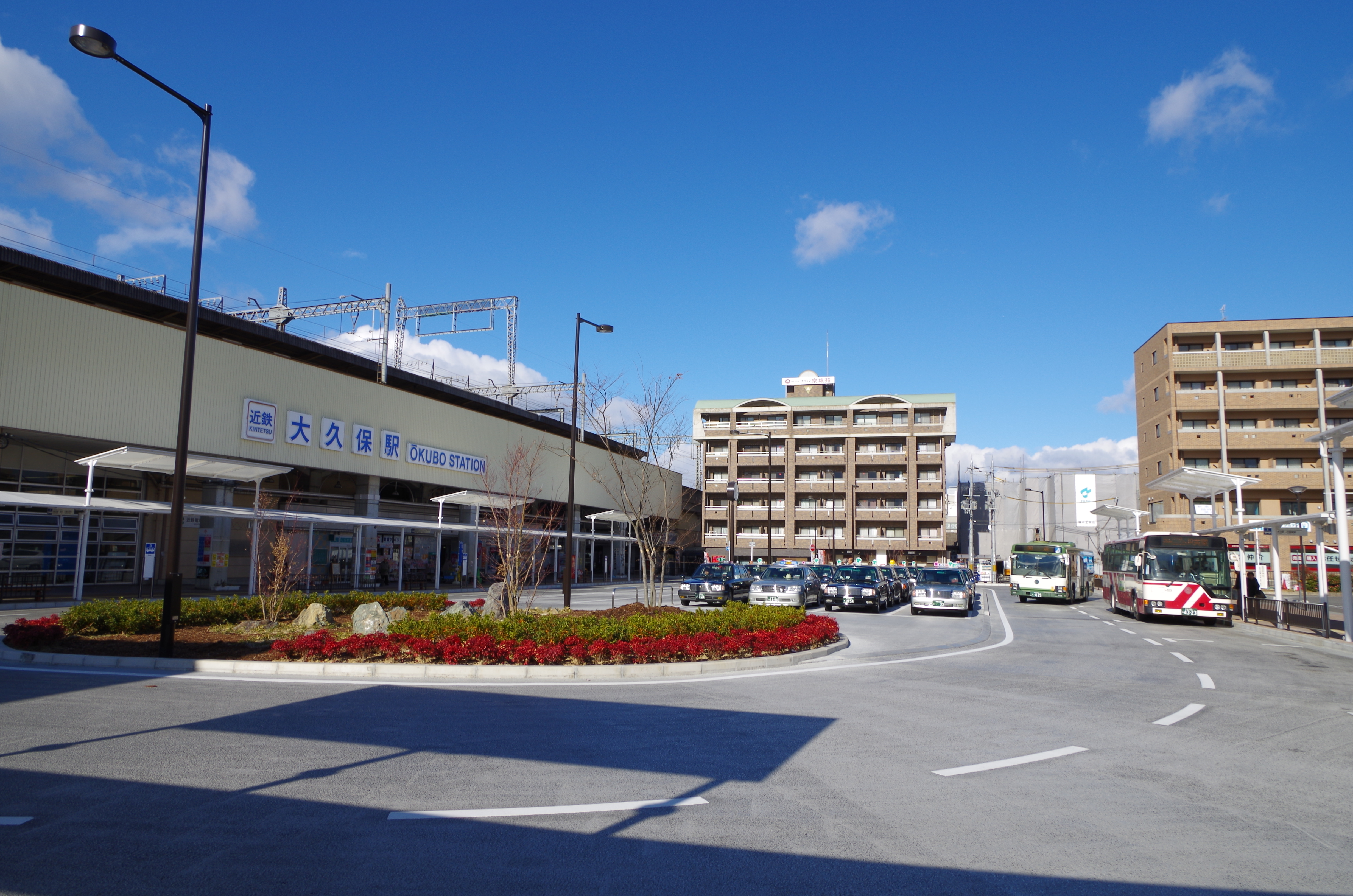
大久保駅

  - 木幡駅 - 黄檗駅 - 三室戸駅 - 宇治駅    - 木幡駅

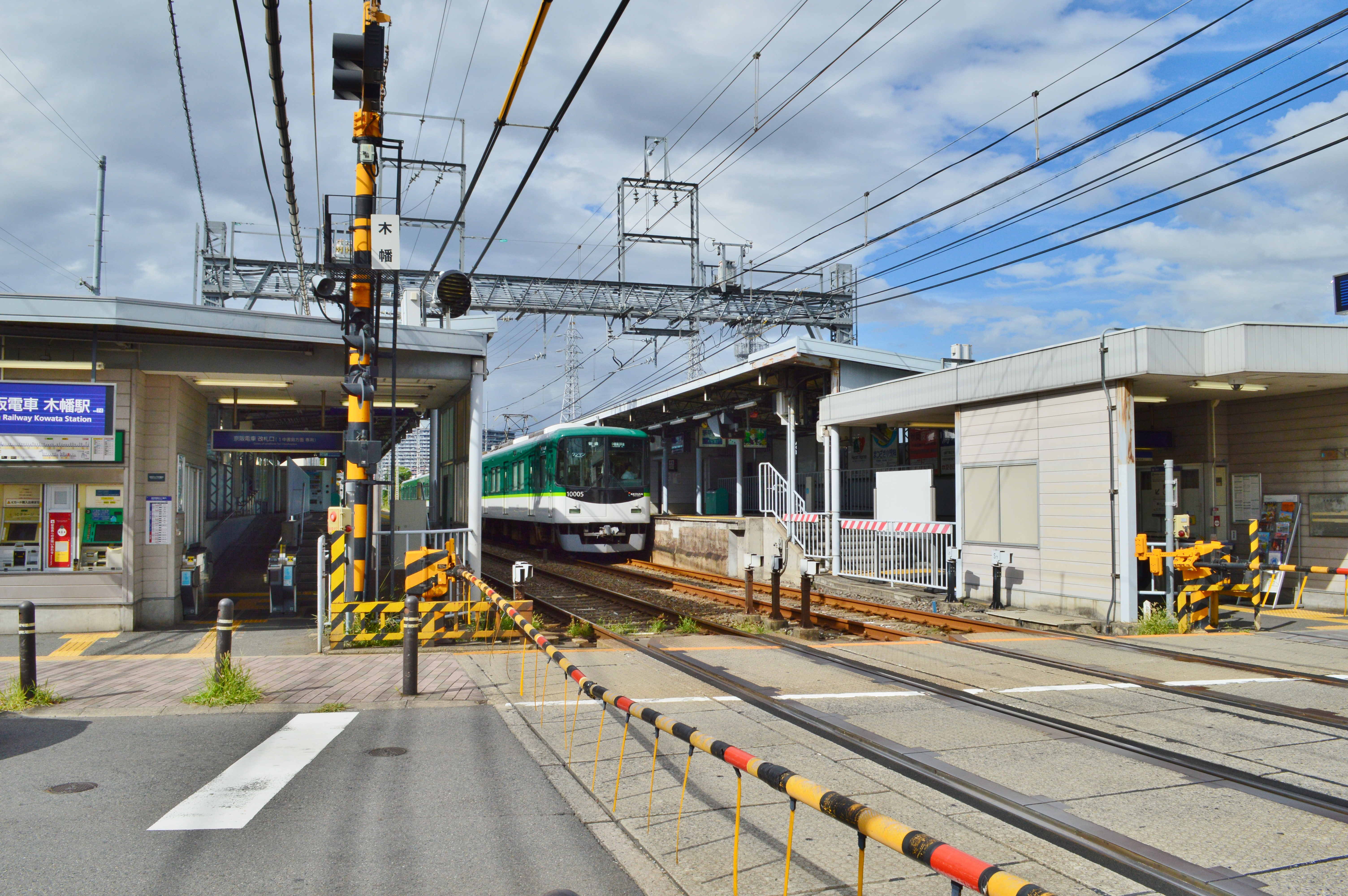
木幡駅
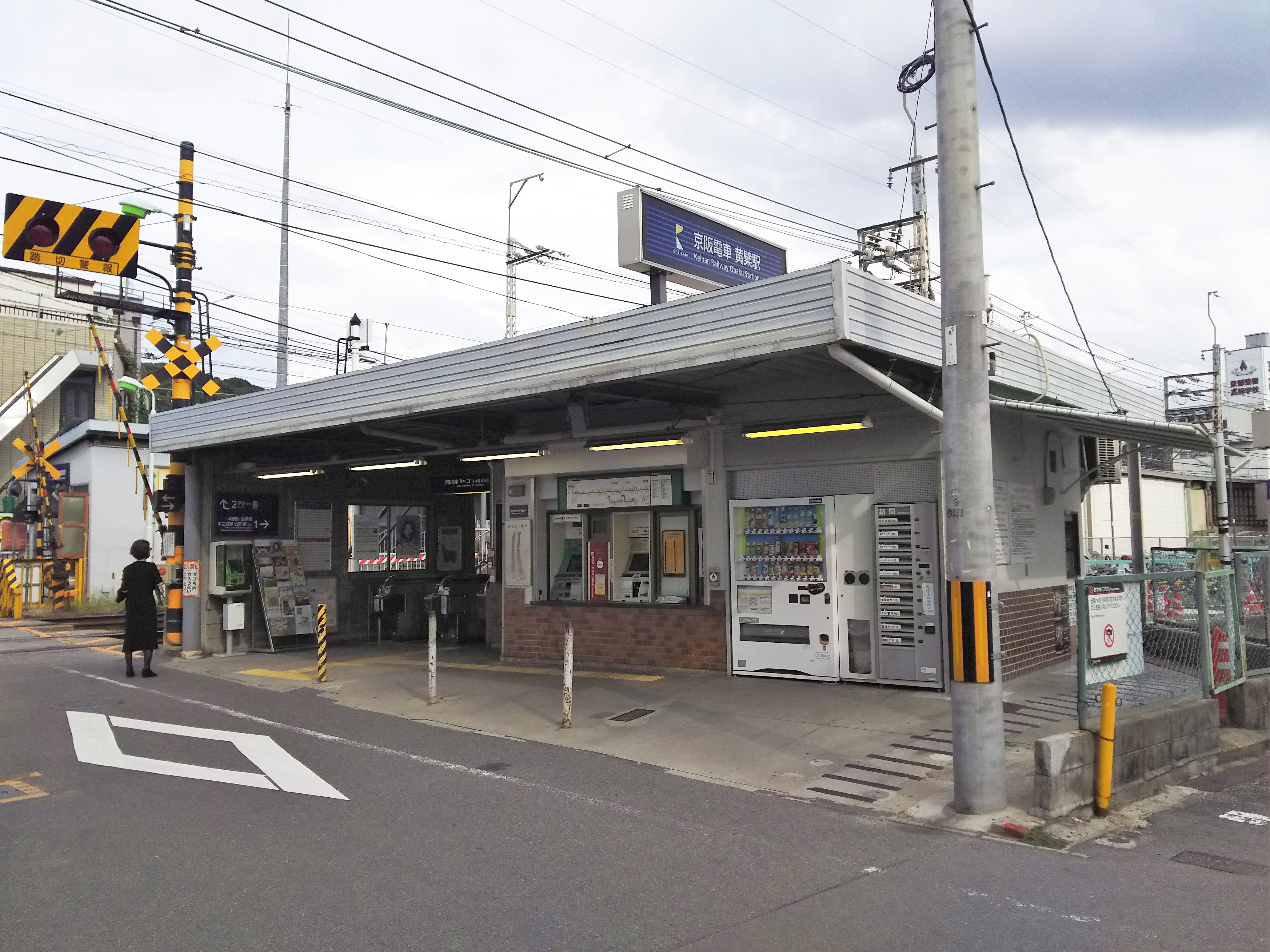
黄檗駅
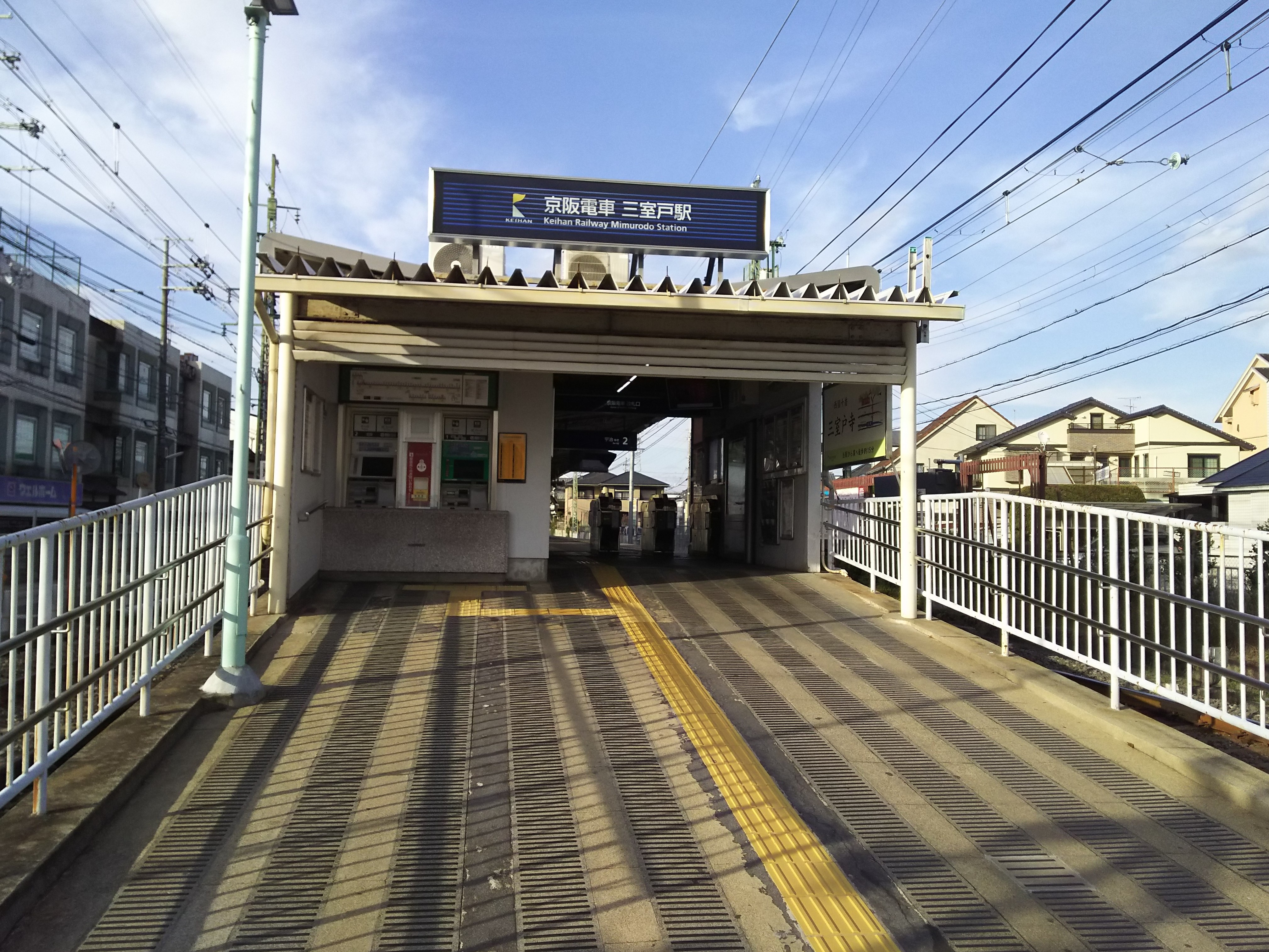
三室戸駅
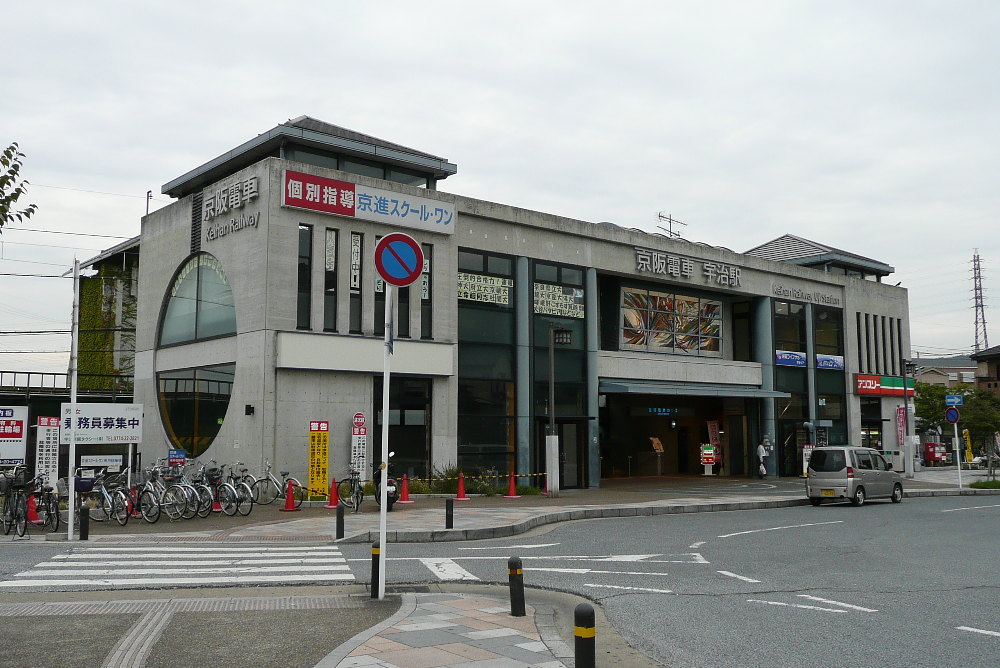
京阪宇治駅

    - 黄檗駅
    - 三室戸駅
    - 京阪宇治駅

京都市営地下鉄
- 東西線
  - 六地蔵駅    - 六地蔵駅

利用者数では大久保駅が一番多い。

### バス
路線バス

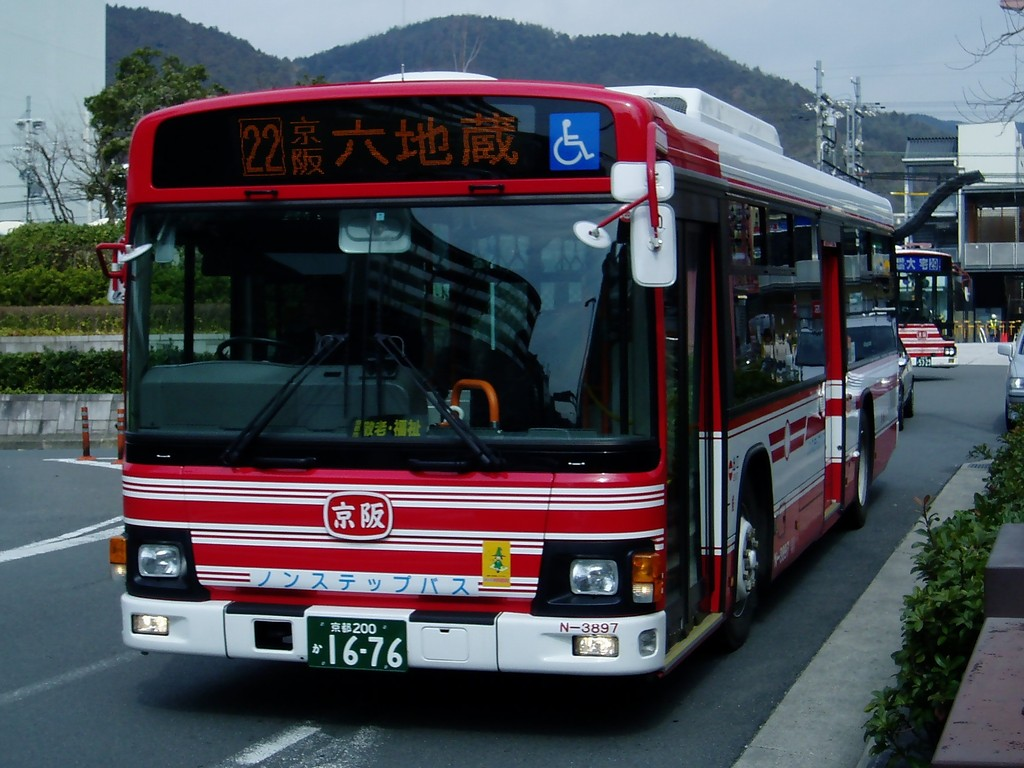
京阪バス

- 京阪バス京阪バス - 六地蔵・御蔵山地区のみでの運行。

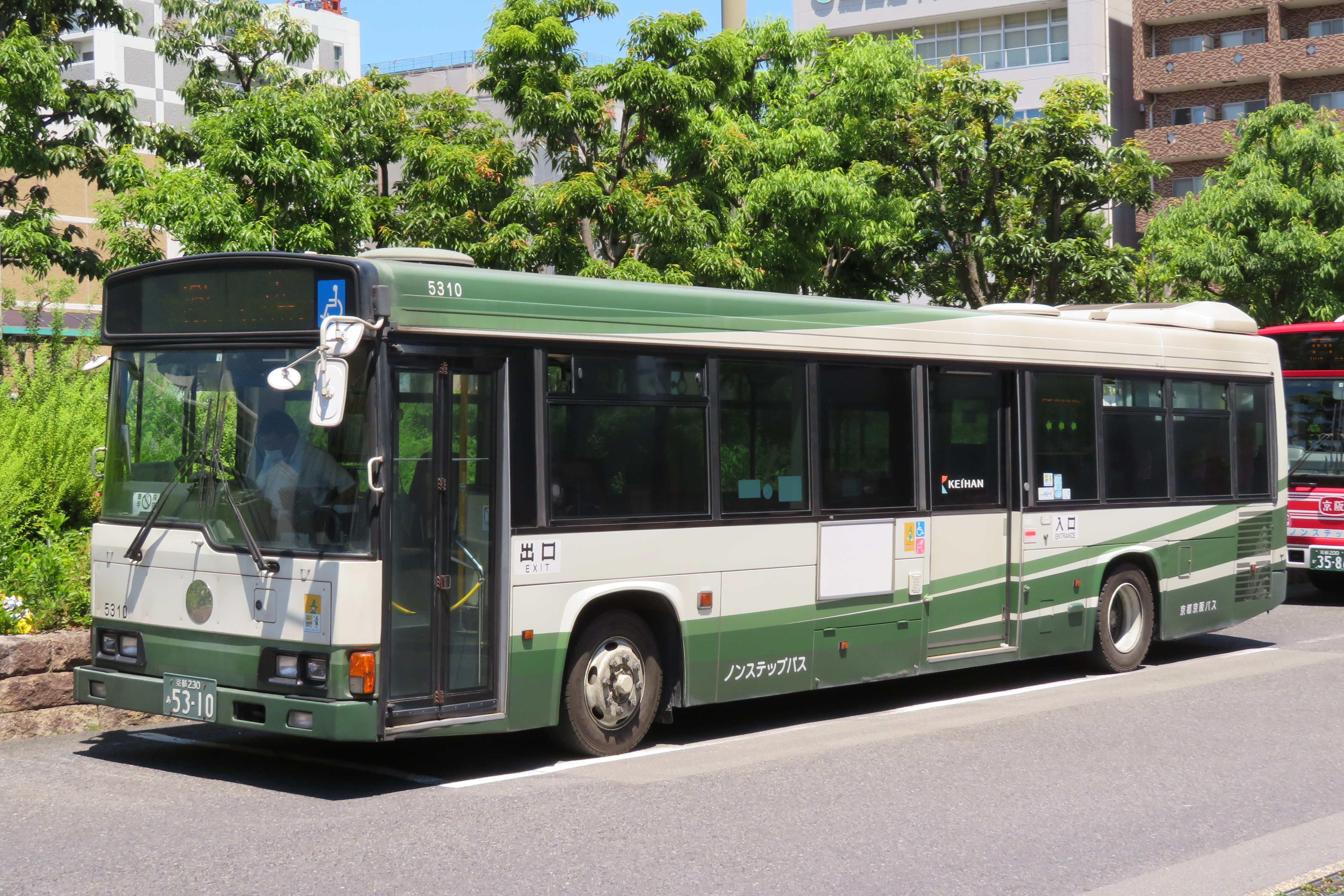
京都京阪バス

- 京都京阪バス京都京阪バス（旧京阪宇治交通） - 概ね市内各駅及び京阪中書島駅・淀駅、市内各所、隣接の城陽市、宇治田原町を結んでいる。
- 奈良交通奈良交通 - 槙島地区のみでの運行。

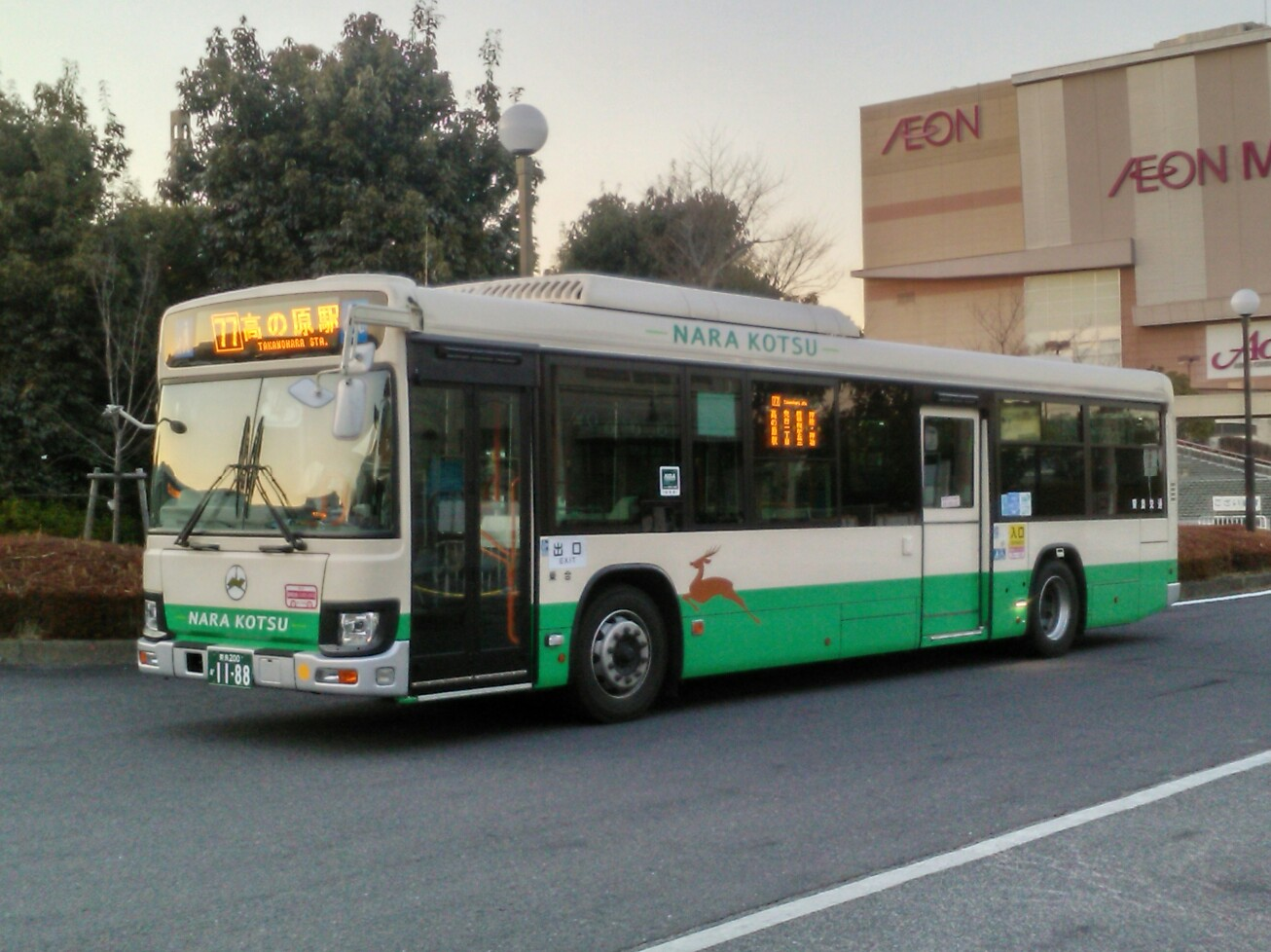
奈良交通

このほか、向島団地に近い地域では近鉄バスも利用可能で、向島駅や竹田駅へ向かうことができる。なお、自家用車の普及で削減された路線がある。過去には、東京新宿行の夜行、関西空港行、USJ行も運行されていた。

### 道路
市の西部を国道24号が南北に通り、また同じく南北に通る道路として京都府道69号城陽宇治線 (国道24号の旧道)がある。また、東西には京滋バイパスが通過しており、市内には東から順に笠取IC・宇治東IC・宇治西IC・巨椋ICがある。
京滋バイパスは瀬田東JCTで名神高速道路に、大山崎JCTで名神高速道路および京都縦貫道と接続しているほか、久御山JCTを介して第二京阪道路などと接続している。
高速道路
西日本高速道路（NEXCO西日本）

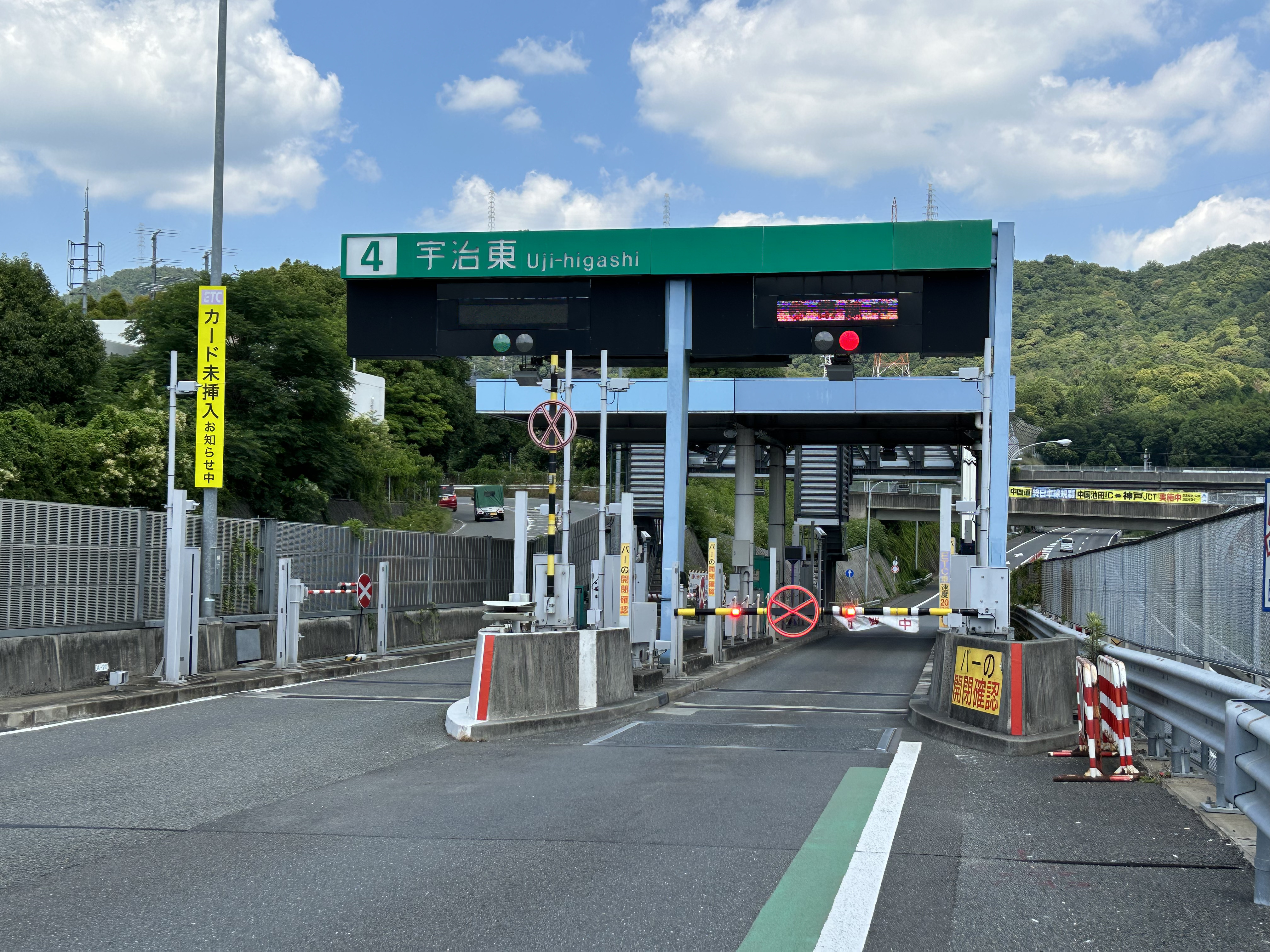
E88 京滋バイパス：（大津市）- 笠取IC - 宇治東IC - 宇治西IC - 巨椋IC -（久御山町）  - 宇治東IC
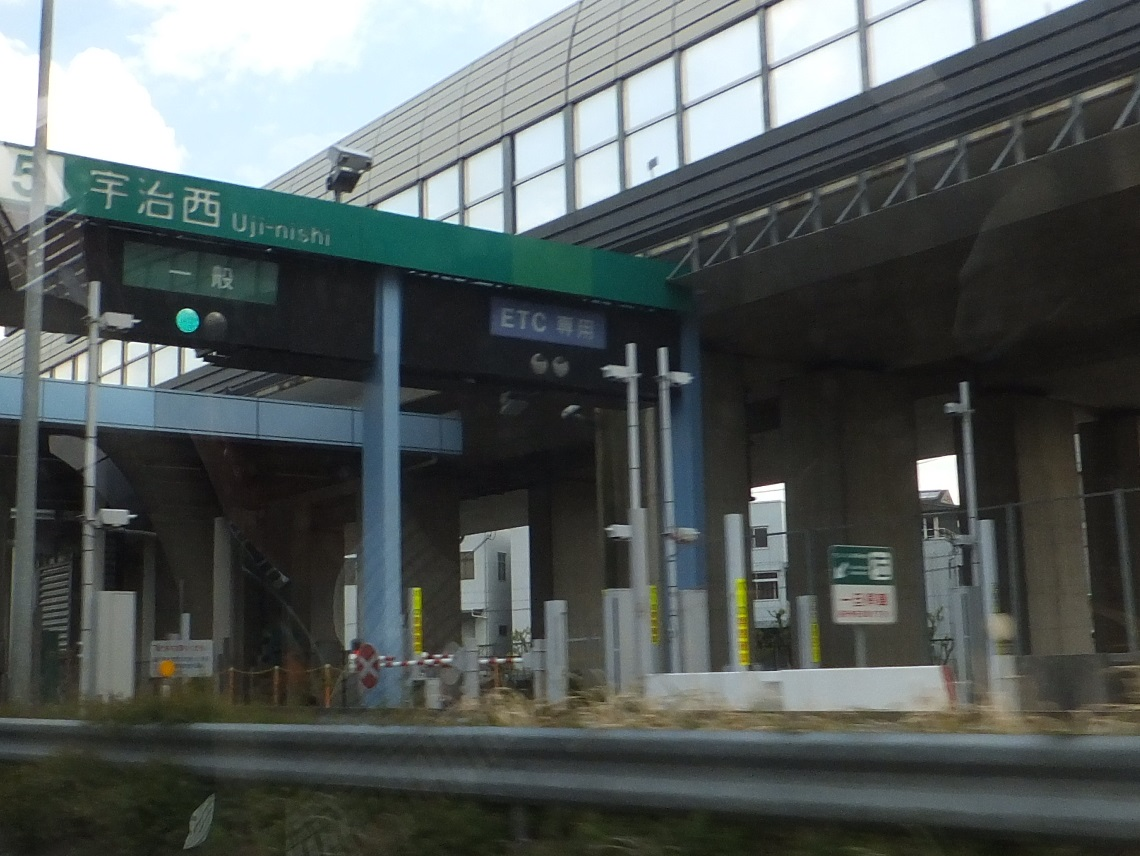
宇治西IC
  - 宇治西IC
 京滋バイパス

国道
- 国道1号
- 国道24号

府道
主要地方道
- 京都府道3号大津南郷宇治線
- 京都府道7号京都宇治線
- 京都府道15号宇治淀線
- 京都府道36号大津宇治線
- 京都府道62号宇治木屋線
- 京都府道69号城陽宇治線
- 京都府道81号八幡宇治線

一般府道
- 京都府道241号向島宇治線
- 京都府道242号二尾木幡線
- 京都府道245号黄檗停車場線
- 京都府道247号宇治公園線
- 京都府道248号平等院線
- 京都府道249号宇治小倉停車場線
- 京都府道256号山城総合運動公園城陽線
- 京都府道782号醍醐大津線

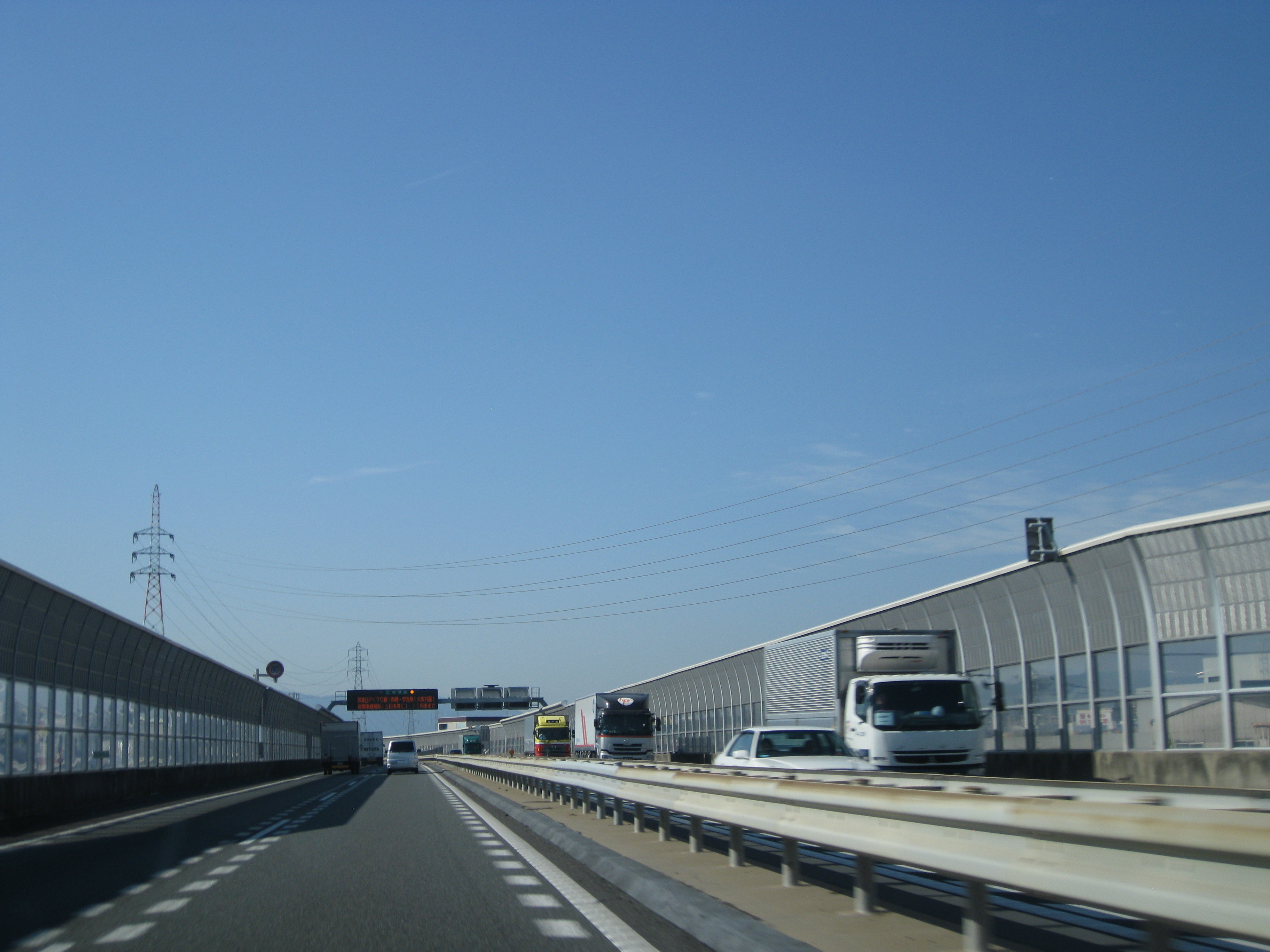
京滋バイパス

市内の宇治橋は646年に宇治川に架けられた交通の要衝となる橋で、宇治橋西詰交差点には京都府道3号・7号・15号・241号・248号の5府道が集結しており、サイエンスライターの佐藤健太郎によれば、都道府県道が集まる交差点としては全国最多の場所であると自身の著書の中で述べている。

## 観光

### 名所・旧跡
2013年（平成25年）の宇治市の観光入込客数は3,947,844人で、京都府内では京都市に次ぐ第2位であるが、観光消費額は5,267,500千円で府内第5位である。

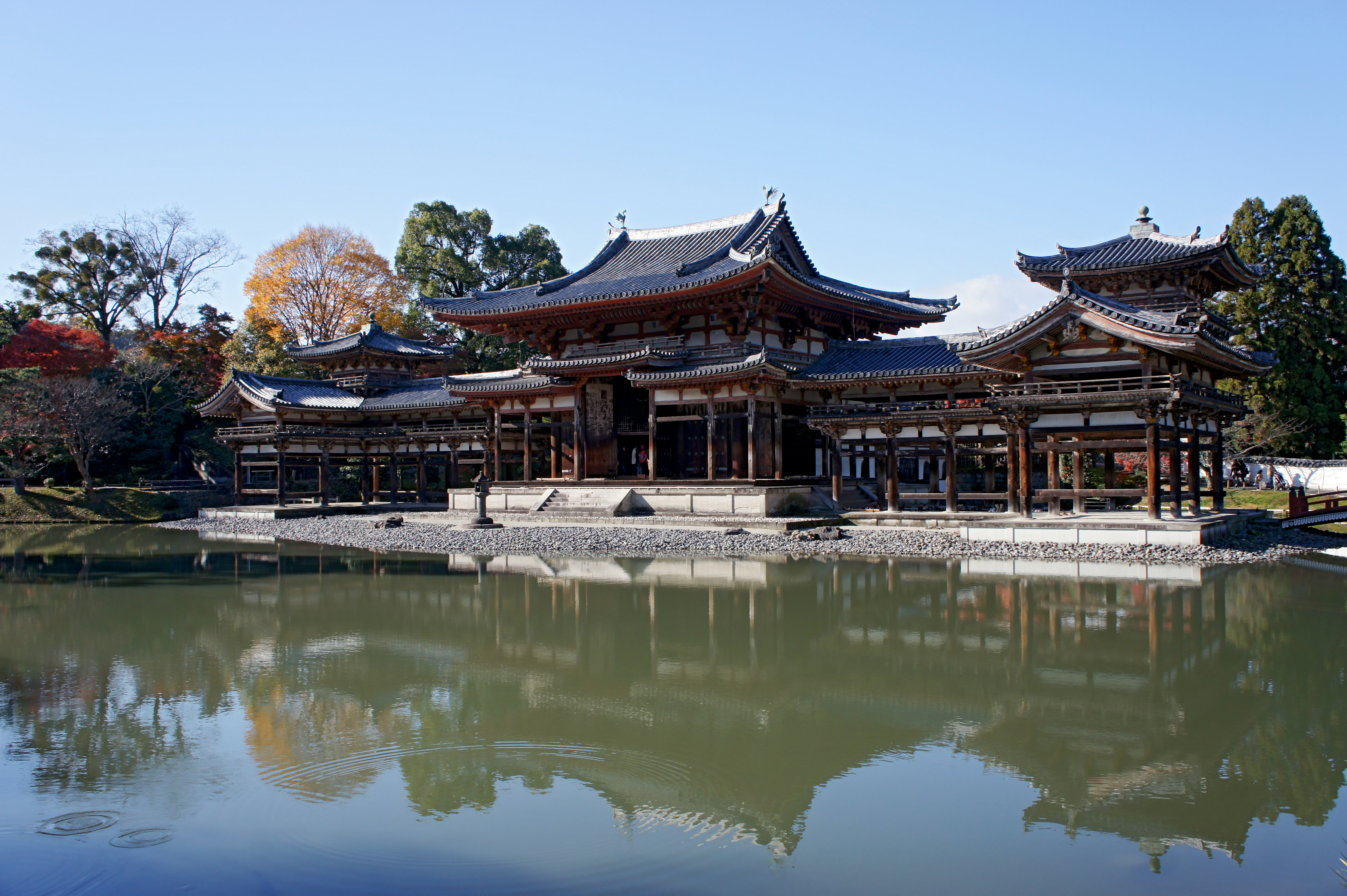
平等院鳳凰堂（国宝）

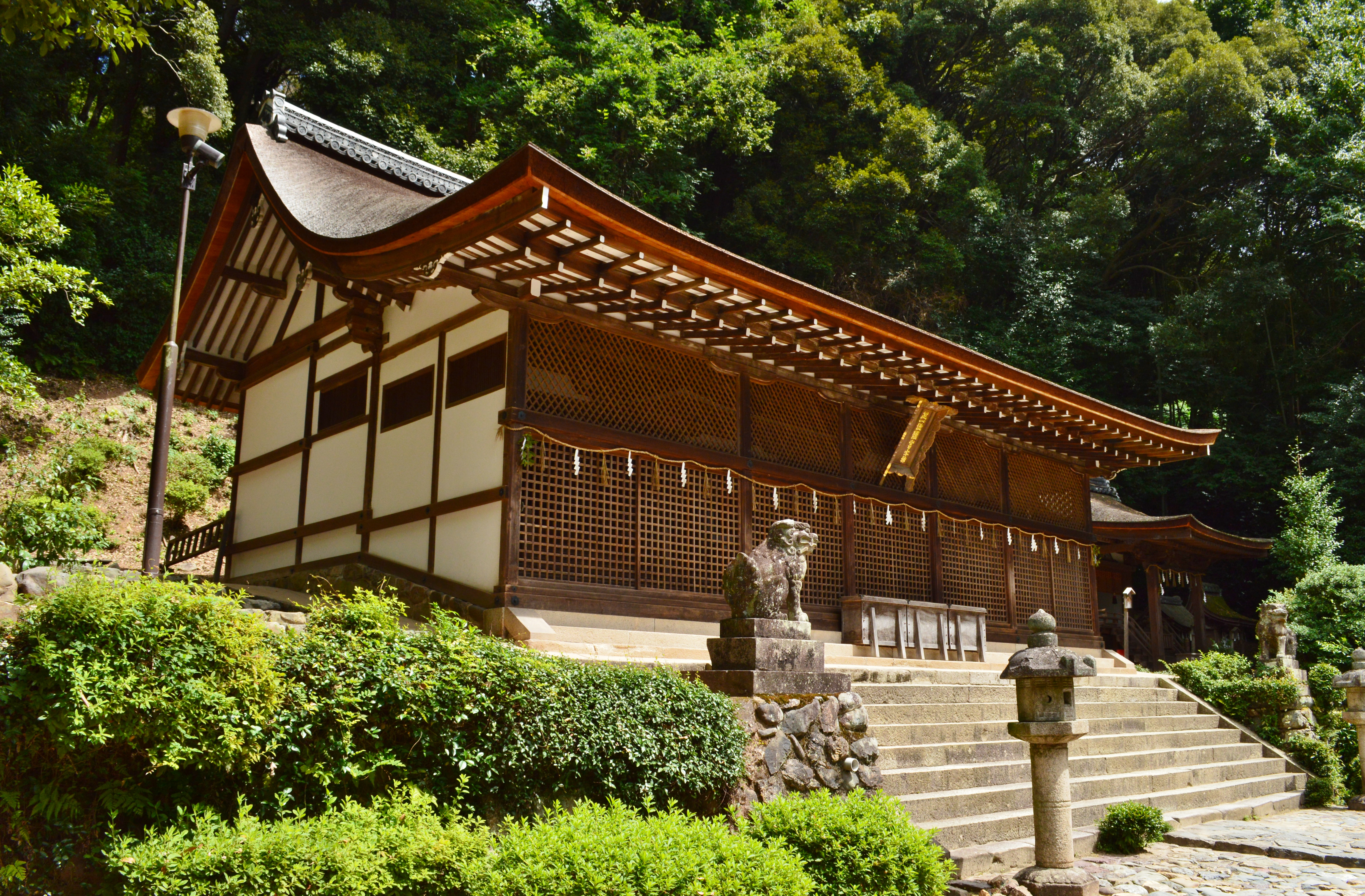
宇治上神社本殿（国宝）

城郭
- 槇島城
- 向島城

主な寺院
- 安養寺
- 平等院[48] - 鳳凰堂が有名で、その中堂は国宝。■右列に画像あり。
- 恵心院
- 興聖寺
- 橋寺放生院
- 三室戸寺
- 萬福寺[48] - 黄檗宗総本山。関帝廟を擁する。
- 地蔵院

主な神社
- 旦椋神社
- 縣神社
- 宇治神社
- 宇治上神社[48] - 桐原水を擁する。■右列に画像あり。
- 橋姫神社
- 末多武利神社
- 厳島神社（宇治市）
- 彼方神社
- 蛭子嶋神社
- 巨椋神社
- 許波多神社
- 白山神社 (宇治市)

主な新興宗教系施設
- 龍神総宮社
- 生長の家宇治別格本山

### 観光スポット

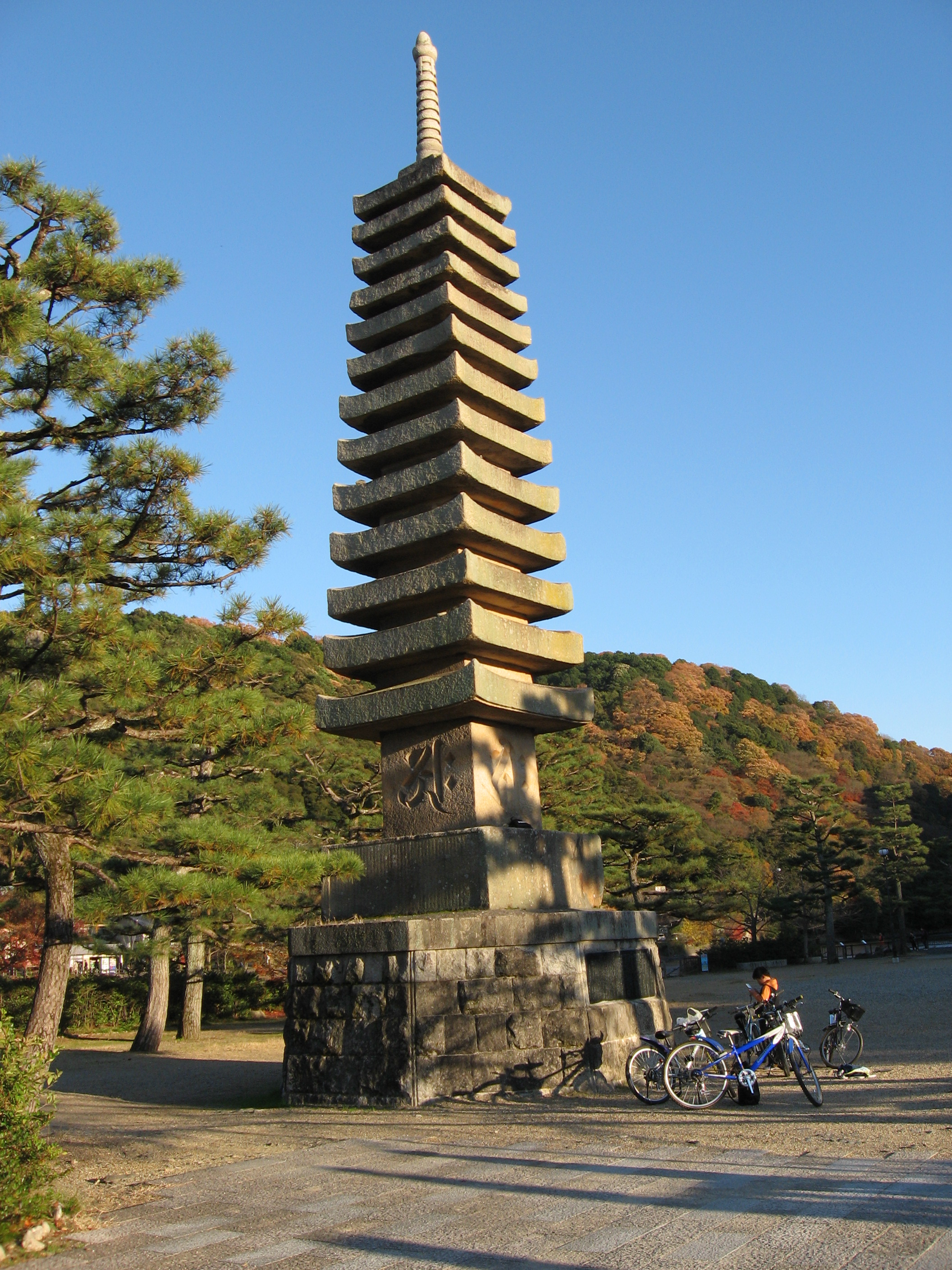
浮島十三重石塔

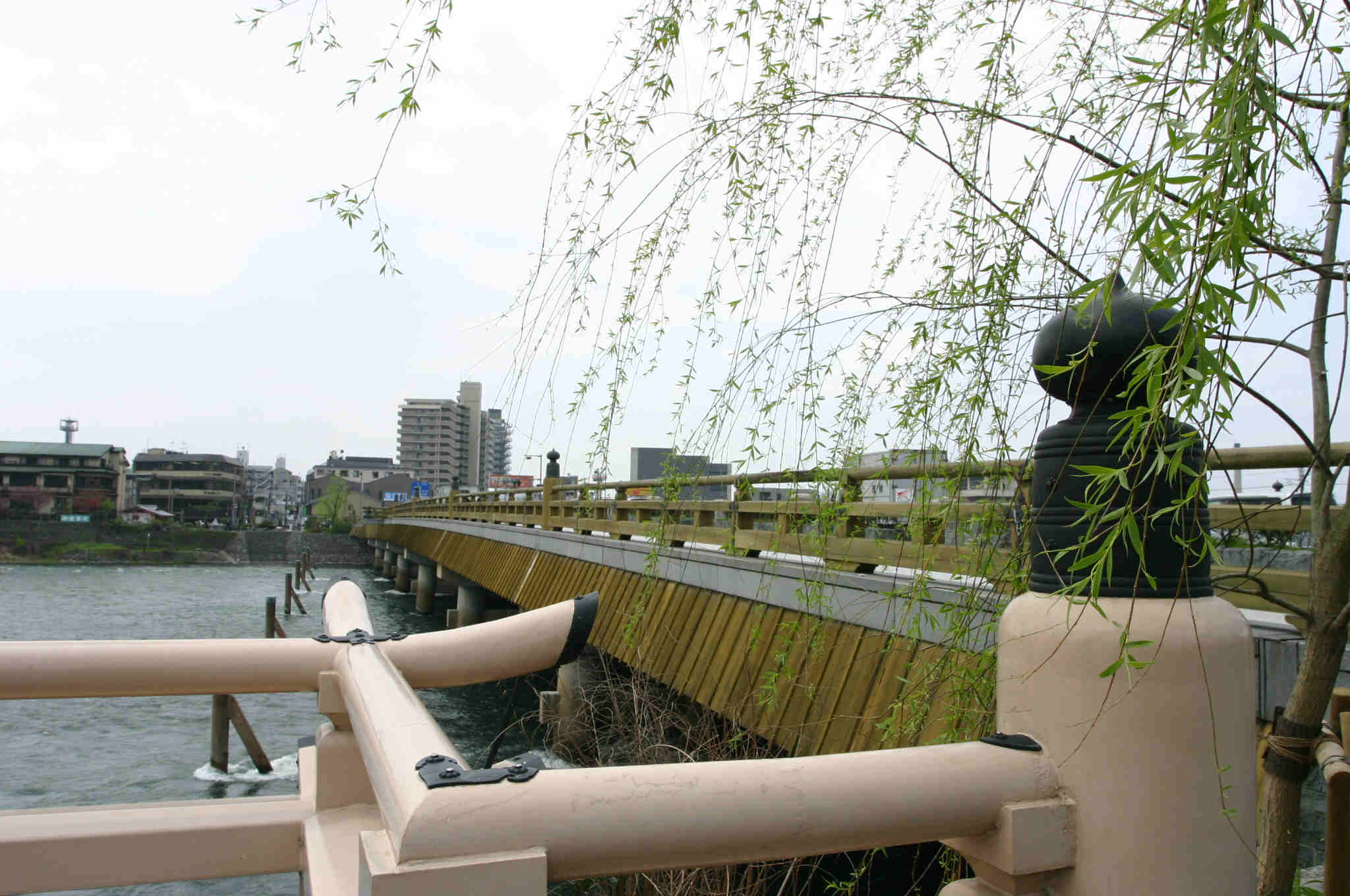
宇治橋

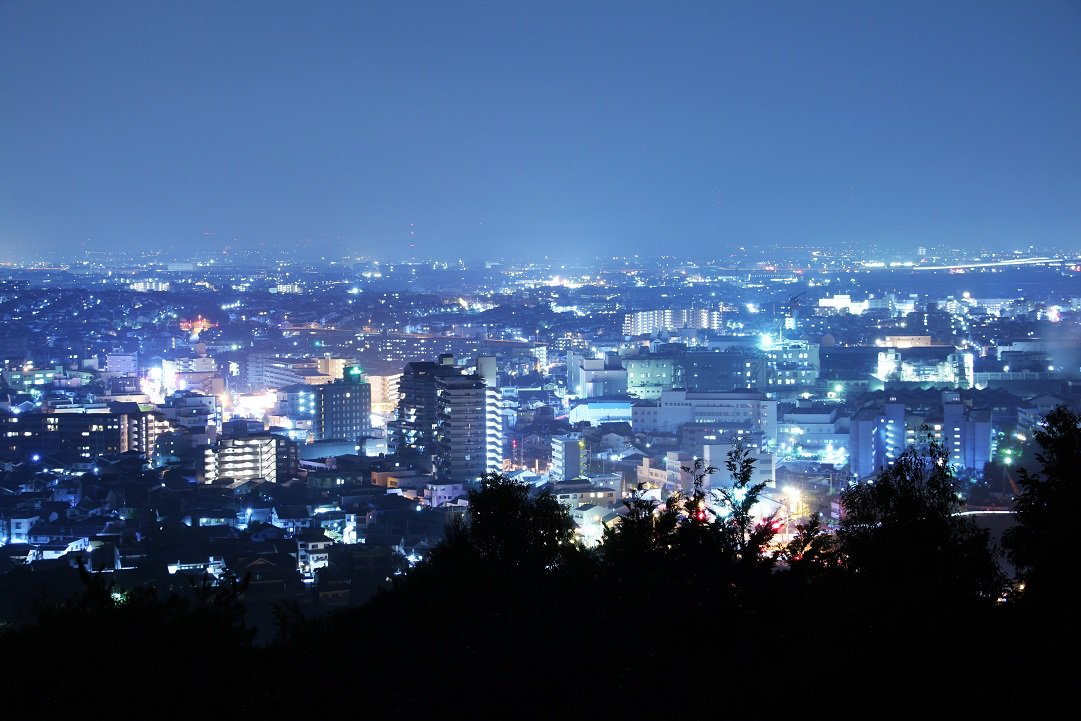
大吉山から見た
宇治市市街地の夜景。

主な観光地
- 京都府立宇治公園[48] - 人工的中州「浮島」を構成する2島「塔の島」と「橘島」を含む。
  - 浮島十三重石塔 - 塔の島に建ち、島名の由来にあたる石塔で、近世以前の石塔として日本最大。■右列に画像あり。
  - 宇治川先陣の碑
  - 鵜飼ウミウの飼育小屋
- 宇治橋　■右列に画像あり。
- 白川九重石塔
- 蜻蛉の古跡（源氏物語宇治十帖古跡）
- 東屋
- 宇治陵 - 藤原北家の墓所。
- 与謝野晶子歌碑
- 隼上り瓦窯址

主な景勝地
- 宇治川ライン
  - 天ヶ瀬ダム[48]
  - 天ヶ瀬吊り橋
- もみじ谷
- 大吉山展望台

博物館等施設
- 宇治市源氏物語ミュージアム
- 宇治市歴史資料館
- 朝日焼窯芸資料館
- 炭山工芸村
- 対鳳庵[48] - 市営茶室。
- 三休庵宇治茶資料館
- 茶業センター
- 上林春松本店
  - 上林記念館
- 福寿園宇治工房
- 伊藤久右衛門本店
- ニンテンドーミュージアム - 旧：宇治小倉工場。

## 特産・名産
- 宇治茶
  - 上喜撰
- 椎茸
- 蕗
- 普茶料理

## 文化
主な祭事
- 県祭り
- 宇治川さくらまつり
- 宇治川花火大会（2017年に廃止が決定）
- 茶まつり
- 観月茶会

主な催事
- 京都大作戦

サッカー
- 京都サンガF.C.（Jリーグ・J1）
練習場は、開設当初、宇治市内の京都府立山城総合運動公園にある太陽が丘球技場を使用していた。

ラグビー
- ユニチカ・フェニックス（トップウェスト）

## 出身関連著名人
出身著名人
政界・官界・学界
- 松阪広政（第45第司法大臣）
- 宮城俊作（平等院住職、東京大学教授、造園家）
- 森清（第52代特許庁長官）
- 山本宣治（衆議院議員）

芸能
- 縣千（宝塚歌劇団雪組男役）
- 岡崎体育（歌手）
- 沖野修也（ミュージシャン、Kyoto Jazz Massive）
- 川島明（お笑いタレント・麒麟）
- 冠徹弥（歌手、THE冠)
- 北山純一（ミュージシャン、あのHUMPTY)
- こやまたくや（ミュージシャン、ヤバイTシャツ屋さん）
- 中村静香（グラビアアイドル、女優）
- 羽野晶紀（タレント、女優）
- 宮原亜友子（フリーアナウンサー）
- 安田美沙子（グラビアアイドル、タレント）
- 坂下千里子（タレント）
- 夜の本気ダンス（バンド）
- 井並英里香（タレント）
- 清水香奈芽 (お笑いタレント・ハイツ友の会)

将棋
- 安用寺孝功（将棋棋士）
- 藤井奈々（棋士）

法曹
- 角田龍平（弁護士）

文学者
- 嶽本野ばら（作家、エッセイスト）
- 武田綾乃（作家）

芸術
- 馬野正基　能楽師観世流シテ方
- 内川清一郎（映画監督）
- 片山一良（アニメ監督）
- こうじょう雅之（芸術家）
- 伊東ライフ（イラストレーター、バーチャルYouTuber）

スポーツ選手
- 角田誠（サッカー選手、V・ファーレン長崎）
- 千葉真子（元陸上競技・マラソン選手、現陸上競技指導者・タレント）
- 中尾真那（サッカー選手、AS.Laranja Kyoto）
- 中村憲（プロ野球選手、元広島東洋カープ）
- 中村香澄（女子プロ野球選手、ウェスト・フローラ）
- 長谷川浩大 - 中央競馬元騎手・調教師
- 長谷川祥之（サッカー選手、元鹿島アントラーズ、元日本代表）
- 中谷勇介（サッカー選手 元京都サンガ）
- 平野佳寿（プロ野球選手、オリックス・バファローズ）
- "brother"YASSHI（プロレスラー）
- 吉川勝成（元プロ野球選手、大阪近鉄バファローズ→オリックス・バファローズ）
- 永井和恵（柔道選手）
- 西脇一樹（テニス選手）
- 尾崎晟也（ラグビー選手、サントリーサンゴリアス、ラグビー日本代表）
- 尾崎泰雅（ラグビー選手、サントリーサンゴリアス）
- 守田俊介（ボートレーサー、SG2回優勝）[61]

料理家
- 鎧塚俊彦（パティシエ）

## 宇治市を舞台とした作品
宇治市を舞台とした作品
文学
- 宇治十帖（源氏物語#第3部と宇治十帖）

ドラマ
- 鵜飼いに恋した夏

アニメ
- 響け!ユーフォニアム
- HELLO WORLD

その他
- 宇治市〜宇治茶と源氏物語のまち〜 - 宇治市が2017年に公開したPR動画。2020年にはゲーム化された。